# Detroit
Detroit [dɪˈtɹɔɪt] (französisch détroit = Meerenge) ist eine Großstadt im Südosten des US-Bundesstaates Michigan. Sie liegt direkt an der kanadischen Grenze, am Detroit River zwischen dem Lake St. Clair und dem Eriesee. Detroit ist 370,02 km² groß und hatte 2020 639.111 Einwohner; damit ist sie die größte Stadt in Michigan. 2020 waren 78,3 % der Bewohner Afroamerikaner; damit ist Detroit eine der größten schwarzen Gemeinden innerhalb der USA. Detroit ist Sitz des Wayne County und wirtschaftlicher, politischer und kultureller Mittelpunkt der Metropolregion Detroit, des nach Chicago und Toronto drittgrößten Ballungsraums im Bereich der Großen Seen mit (2010) rund 5,2 Millionen Einwohnern.

## Überblick
Ursprünglich eine frankokanadische Gründung, entwickelte sich die Stadt aufgrund ihrer verkehrsgünstigen Lage bereits im 18. Jahrhundert zu einem wichtigen, zwischen Kanada und den USA mehrfach umkämpften Handelsplatz. Durch die hohe Konzentration der Aktivitäten zahlreicher amerikanischer Autopioniere stieg die Stadt in der ersten Hälfte des 20. Jahrhunderts zum führenden Standort der US-Automobilindustrie auf. „Detroit“ wurde zum Metonym für die Gesamtheit der wirtschaftlich wie politisch sehr einflussreichen Autokonzerne.
Infolge des wirtschaftlichen Strukturwandels in der Autoindustrie setzte in der zweiten Hälfte des 20. Jahrhunderts ein fortwährender Niedergang und Bedeutungsverlust ein, verstärkt durch ethnische Konflikte, die Abwanderung wohlhabender Bevölkerungsschichten, eine schlecht funktionierende Verwaltung und ein schlechtes Bildungssystem. Dadurch erlebt die Stadt bis heute eine enorme Konzentration von Arbeitslosigkeit, Armut und Kriminalität. Diese Entwicklung fand mit dem Konkurs von General Motors im Juni 2009 und dem finanziellen Bankrott der Stadt im Juli 2013 weitere Tiefpunkte. Schätzungen zufolge hat Detroit im Jahr 2013 18 Milliarden Dollar an Verbindlichkeiten angehäuft, während die Kommune pro Jahr nur gut 2 Milliarden Dollar einnimmt. Durch die Abwanderung zahlen immer weniger Bürger Steuern. 78.000 Häuser stehen leer und verrotten. Dem weithin sichtbaren Verfall steht ein breites Angebot an Kultur und Unterhaltung sowie bedeutende Zeugnisse amerikanischer Architektur gegenüber.
Detroit ist Sitz etlicher nationaler Großunternehmen (darunter General Motors), eines katholischen Erzbischofs, dreier großer Spielbanken sowie mehrerer Profiliga-Sportmannschaften. Es gibt eine staatliche und zwei katholische Universitäten, ein katholisches Priesterseminar sowie mehrere große Autofabriken. Die Stadt ist außerdem Schauplatz zahlreicher Großveranstaltungen, darunter der Detroit Auto Show, der größten Automobilausstellung der USA. Das hier gegründete Plattenlabel Motown wurde international bekannt.

## Geographie

### Lage und Ausdehnung
Detroit liegt am südöstlichen Rand von Michigan sowie am rechten Ufer des Detroit River. Dieser bildet zusammen mit dem St. Clair River und dem nahe gelegenen Lake St. Clair den Abfluss des nördlich gelegenen Huronsee in den weiter südlich gelegenen Eriesee und markiert in diesem Bereich außerdem die Grenze zum nördlichen Nachbarn Kanada. Weil der Fluss an dieser Stelle jedoch von Osten her kommend in südwestliche Richtung fließt, ist Detroit die einzige Großstadt der USA, von der aus der Blick nach Kanada in südliche Richtung geht.
Gegenüber, auf der anderen Seite des Flusses und damit der Grenze, liegt die Großstadt Windsor. Sie ist mit (2011) 211.000 Einwohnern erheblich kleiner als Detroit und gehört zur kanadischen Provinz Ontario.
Das Stadtgebiet ist 370,2 km² groß (davon sind 359,4 km² Landfläche) und erstreckt sich über rund 17 Kilometer entlang des Flussufers sowie zwischen 10 Kilometern am östlichen Rand und 23 Kilometer am westlichen Rand ins Landesinnere. Zu Detroit gehört ferner die rund 4,6 km lange und 3,9 km² große Belle Isle, eine Insel im Detroit River, die am östlichen Stadtrand liegt.
Detroit liegt im Nordosten des zugehörigen Landkreises, des Wayne County. Dabei ist insbesondere die nördliche Stadtgrenze auf ihrer gesamten Länge mit der County-Grenze identisch. Diese erstreckt sich über 28,5 Kilometer genau in West-Ost-Richtung und wird von der 8-Mile-Road markiert. Ein Stück nördlich der geographischen Mitte des Stadtgebiets befindet sich eine wenige Quadratkilometer große, die beiden Städte Hamtramck und Highland Park mit zusammen rund 34.000 Einwohnern (Stand: 2010) umfassende Enklave.
Wirtschaftsgeographisch gesehen liegt Detroit im nordwestlichen Teil des Rust Belt und früheren Manufacturing Belt, des dicht besiedelten, ersten Industriegebiets der USA, dessen einstige Zentren heute vielfach vom Niedergang der Schwerindustrie gekennzeichnet sind.
Detroit liegt auf dem 42° 20´ nördlichen Breitengrad und auf dem 83° 3´ westlichen Längengrad.

### Topographie
Detroit liegt inmitten der Ebene der Großen Seen auf der östlichen Kante einer flachen Grundmoräne aus der Wisconsin-Eiszeit. Diese erstreckt sich vom Westufer des Huronsee im Norden in südwestliche Richtung bis hinunter zum Eriesee, ist 25 bis 40 Kilometer breit und fällt nach Südosten zu den Gewässern hin sanft und gleichmäßig ab mit einem Gefälle von deutlich weniger als 1 %. Dementsprechend liegt die Stadt auf einer ebenen Fläche, die vom Detroit River aus nach Nordosten hin leicht und gleichmäßig von 175 auf rund 206 Meter Höhe über dem Meeresspiegel ansteigt. Durch das geringe Gefälle blieb das Gebiet fast ohne Oberflächenentwässerung und war daher lange Zeit sehr morastig. Andererseits standen der Siedlungstätigkeit nach Trockenlegung praktisch keine Hindernisse im Weg.
Auf der Höhe der beiden Stadtzentren von Detroit und Windsor liegt zudem die Detroit-Endmoräne der einstigen St.-Clair-Gletscherzunge, die genau zwischen den beiden Städten vom Detroit River durchbrochen worden ist. Daher liegen auf beiden Seiten die Innenstädte einige Meter höher als weite Teile des Hinterlandes. Diese Tatsache hat seinerzeit die genaue Örtlichkeit der ersten Siedlungsgründung bestimmt.

### Stadtgliederung

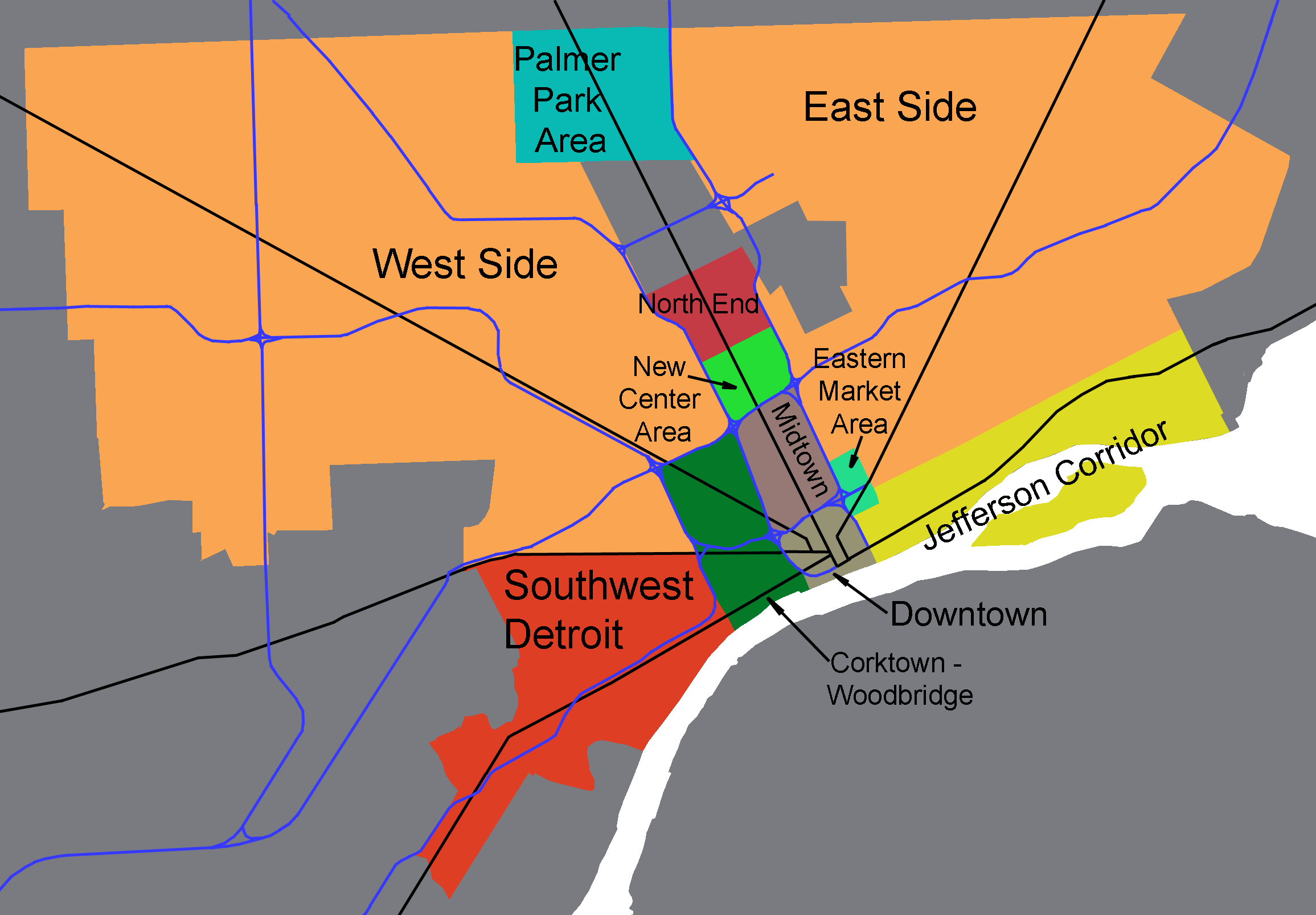
Stadtviertel in Detroit

Eine feste Gliederung der Stadt im eigentlichen Sinne gibt es nicht. Verwaltungstechnische Grenzen wie Polizei- und Schulbezirke oder Sanierungsgebiete existieren nebeneinanderher und sind infolge der demographischen Entwicklung bereits mehrfach verändert worden. Dagegen spielt in der öffentlichen Wahrnehmung neben dem Stadtzentrum (Downtown) direkt am Detroit River vor allem die Woodward Avenue eine Rolle, eine historisch wichtige und bis in die 1960er-Jahre teilweise sehr prächtige Ausfallstraße, die von der Stadtmitte ausgehend in nordnordwestlicher Richtung verläuft und die Stadt großflächig in einen westlichen und östlichen Teil, die West Side und die East Side, teilt. Entlang dieser Straße liegen wie an einer Kette aufgereiht einige Stadtteile mit stark unterschiedlichem Profil, beginnend mit Downtown, Midtown, New Center und North End, das wiederum von Hamtramck und Highland Park begrenzt wird, sowie wiederum nördlich davon die Gegend um den Palmer Park. Ferner nennenswert sind der südwestlich gelegene Zipfel am Detroit River, Southwest Detroit sowie der Korridor entlang der Jefferson Avenue östlich der Innenstadt. Darüber hinaus bilden zusammenhängende Wohngebiete vielfach informelle Grenzen in Form sogenannter Neighborhoods.

### Bebauung
Die geschlossene Bebauung hat sich sehr weit nach außen ausgedehnt und erstreckt sich auf amerikanischer Seite über einen Radius von 40 bis 60 Kilometern um das Stadtzentrum. Der weitaus größte Teil der Siedlungstätigkeit fällt dabei in die Zeit nach dem Zweiten Weltkrieg. Die ursprünglich betriebene Praxis dagegen, neu entstandene Baugebiete am Siedlungsrand sukzessive einzugemeinden, fand bereits Mitte der 1920er-Jahre ein Ende, denn die neuen Vororte traten zunehmend selbstbewusster auf und haben ihre Eingliederung nach Detroit mittels juristischer Winkelzüge dauerhaft unterbunden. Daher erstreckt sich die zusammenhängende Bebauung mittlerweile besonders nach Norden und Westen hin bis weit über das Stadtgebiet Detroits hinaus. Dadurch sind in der Stadt nur wenige Wohnviertel mit junger Bausubstanz und modernem Wohnkomfort vorhanden.

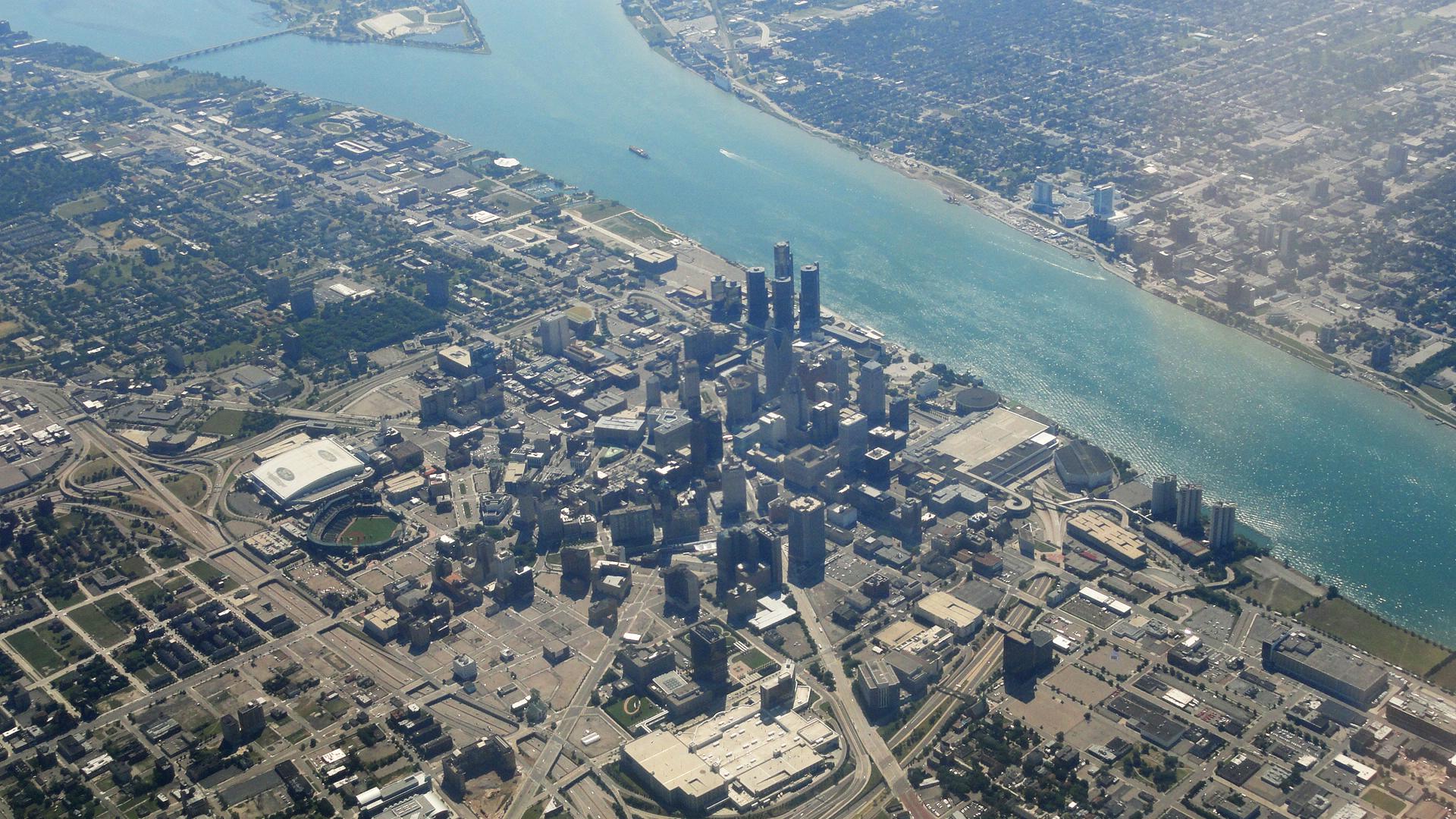
Downtown Detroit

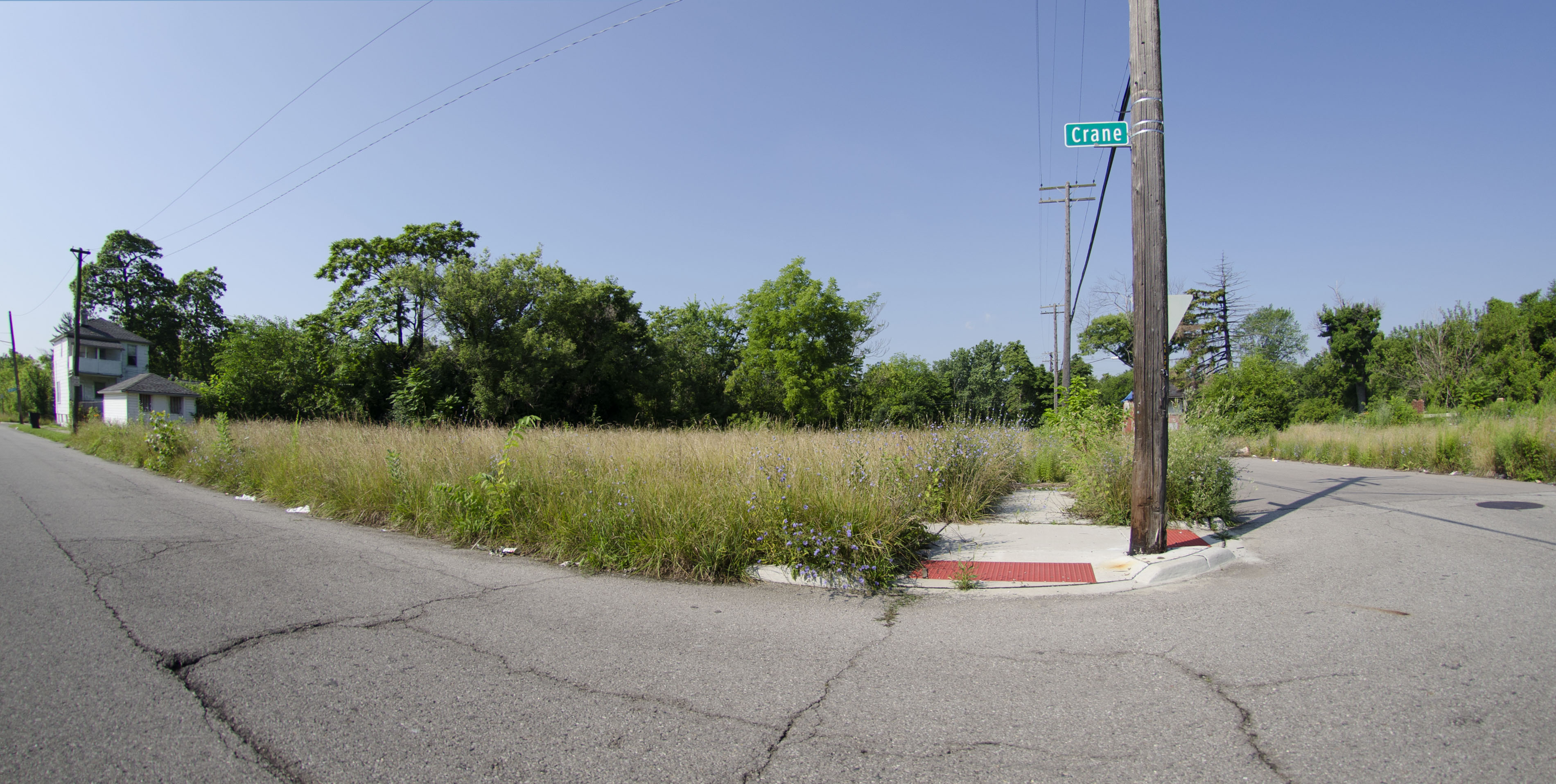
Verlassenes Wohnviertel an der East Side

Den Stadtkern markiert die dicht bebaute Innenstadt am Flussufer mit ihrem für Nordamerika typischen Ensemble von Bürohochhäusern. Darüber hinaus herrscht mit Ausnahme eines Korridors entlang der Woodward Avenue überwiegend kleinteilige Bebauung auf kleinen Parzellen vor. Aufgrund der Jahrzehnte anhaltenden Abwanderung prägen dort in weiten Teilen leerstehende Häuser und brachliegende Grundstücke das Bild. Vor allem in den Gebieten unmittelbar westlich, östlich und nordöstlich der Innenstadt ist die Bebauung über mehrere Kilometer hinweg stark ausgedünnt; in vielen Straßenzügen stehen über weite Strecken nur noch einzelne Häuser. Dagegen haben einige begrenzte, seit jeher wohlhabendere Viertel den Niedergang der Stadt fast unbeschadet überstanden.
Die Industrieanlagen sind relativ gleichmäßig über den gesamten Großraum Detroit verteilt. Sie erstrecken sich entlang der wichtigsten Eisenbahnlinien und bilden oft ausgeprägte, kilometerlange Korridore. Neben Detroit selbst sind als wichtige Industriestandorte zu nennen die Vororte Dearborn und River Rouge direkt (süd)westlich, Livonia weiter westlich, der Korridor entlang der Mound Road nach Norden mit den Städten Warren und Sterling Heights sowie die Städte Pontiac und Auburn Hills ganz im Nordwesten. Allerdings liegen durch den Niedergang der örtlichen Industrie speziell auf dem Gebiet von Detroit viele ältere Betriebe brach oder sind zu Ruinen verfallen.

### Vororte
Detroits Vororte sind teils reine Wohngemeinden, teils große Städte mit bedeutenden wirtschaftlichen Aktivitäten. Landfläche und Einwohnerzahlen sind sehr unterschiedlich und reichen von rund 0,5 bis 96 Quadratkilometern sowie zwischen 150 und 134.000 Einwohnern. Die Mehrzahl der Vororte verteilt sich auf die Countys Wayne sowie dessen zwei nördliche Nachbarn Oakland und Macomb. Die drei Countys haben mit Detroit zusammen 3,86 Millionen Einwohner und stellen damit den größten Bevölkerungsanteil am Detroit–Warren–Livonia Metropolitan Statistical Area, das mit drei weiteren Countys zusammen auf rund 4,3 Millionen Einwohner kommt. Die drei genannten Countys umfassen 39,1 % der Bevölkerung Michigans.
Einige Gemeinden gelten als besonders wohlhabend. Diese sind Dearborn, der Bereich um Grosse Pointe (der nordöstliche Teil des Wayne County, der nicht zu Detroit gehört und am Lake St. Clair liegt), sowie Rochester Hills und Bloomfield im Nordwesten kurz vor Pontiac.

### Klima

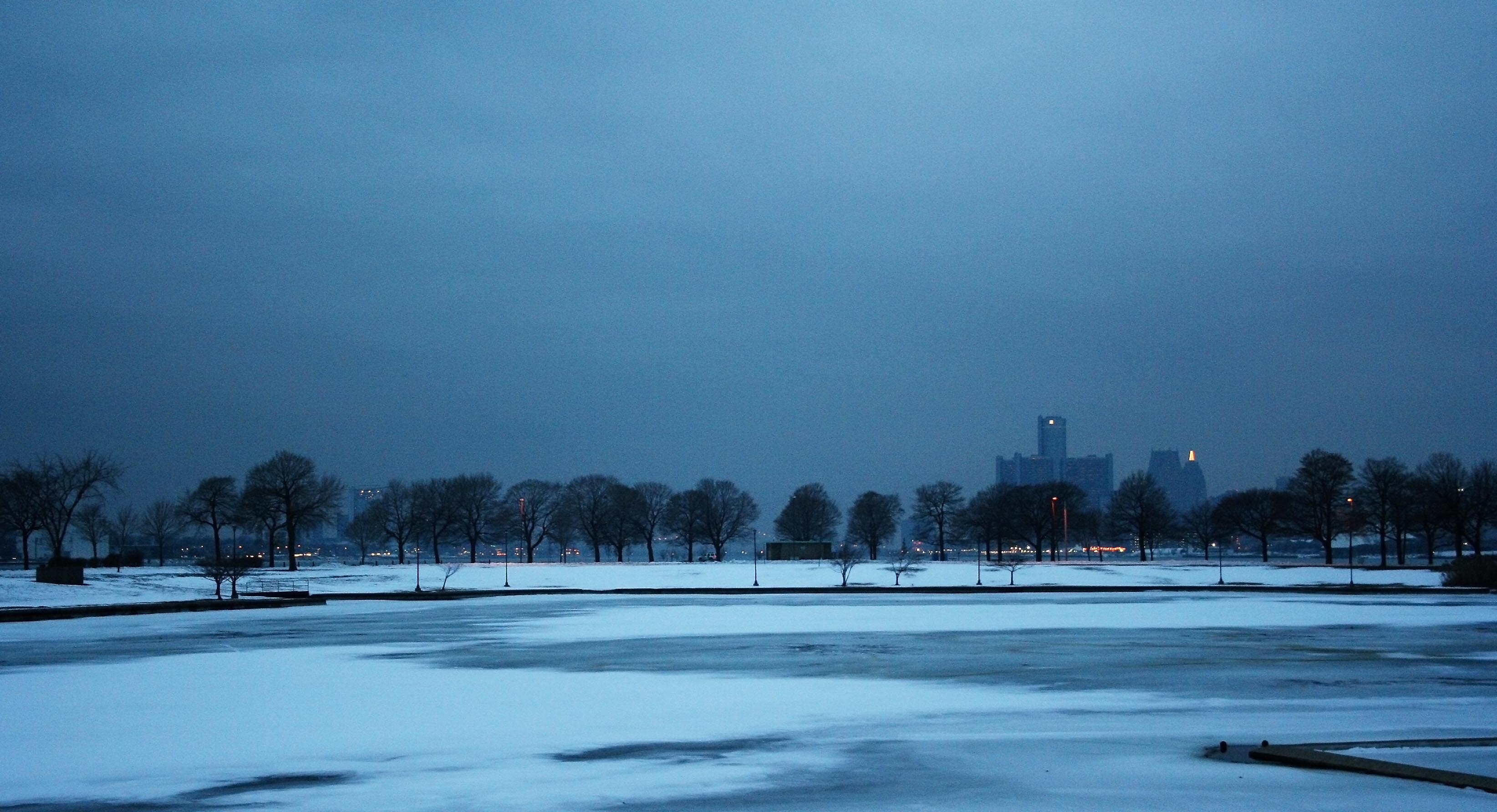
Winterlicher Blick auf Detroit über Teile der Belle Isle hinweg

Detroit liegt in der kühlgemäßigten Klimazone, die große Teile der USA und den südlichen Rand Kanadas umspannt (effektive Klimaklassifikation Dfa). Die Jahreszeiten sind kontinentaltypisch stark ausgeprägt mit heißen, schwülen Sommern und kalten, relativ schneereichen Wintern. Die Jahresdurchschnittstemperatur beträgt 9,3 Grad Celsius; 188 Tage sind frostfrei.
Die Wintermonate Dezember, Januar und Februar sind am kältesten; ihre Monatstiefsttemperaturen liegen im Mittel zwischen −4,4 und −7,2 °C; strenge Fröste bis unter −15 °C sind in dieser Jahreszeit keine Seltenheit. Häufig fühlen sich die Temperaturen bei starkem Wind durch den Windchill-Effekt erheblich kälter an. Jedoch können in dieser Jahreszeit Wärmeeinbrüche die Temperaturen vorübergehend bis weit über 15 °C ansteigen lassen. Die bisher niedrigste Temperatur wurde am 21. Januar 1984 mit −29,4 °C gemessen. Am wärmsten sind dagegen die Sommermonate Juni, Juli und August mit Durchschnittshöchstwerten von 26,1 bis 28,5 °C. In dieser Zeit kann die Temperatur zeitweilig auf über 30 °C ansteigen. Die höchste Temperatur wurde am 24. Juli 1934 mit 40,6 °C gemessen.
Die Niederschläge verteilen sich über das ganze Jahr, im Sommer als Regen und in den Wintermonaten als Schnee. Die geringsten Niederschläge sind im Januar und Februar zu verzeichnen. Die Jahresniederschlagsmenge liegt im Mittel bei moderaten 828,5 mm.
Der für das Gebiet der Großen Seen berüchtigte Lake effect snow tritt in Detroit in der Regel nicht auf, weil die nächstgelegenen großen Gewässer weiter östlich und damit auf der Leeseite der Hauptwindrichtung liegen. Auch der westlich gelegene Michigansee ist viel zu weit entfernt, als dass die von ihm verursachten Schneefälle in Detroit noch eine Rolle spielen könnten. Allerdings kann es im Sommer vorkommen, dass Luftmassen auf der Rückseite eines Tiefdruckgebiets über dem Lake St. Clair viel Feuchtigkeit aufnehmen, die dann über der Stadt mit kräftigen Niederschlägen abregnet.
|                       | Jan  | Feb  | Mär  | Apr  | Mai  | Jun  | Jul  | Aug  | Sep  | Okt  | Nov  | Dez  |   |       |
| Mittl. Tagesmax. (°C) | −0,9 | 0,7  | 6,9  | 14,3 | 20,9 | 26,1 | 28,5 | 27,4 | 23,3 | 16,4 | 8,9  | 1,8  | ⌀ | 14,6  |
| Mittl. Tagesmin. (°C) | −9,1 | −8,0 | −2,8 | 2,7  | 8,4  | 13,5 | 16,3 | 15,3 | 11,4 | 4,9  | 0,1  | −5,9 | ⌀ | 4     |
|                       |      |      |      |      |      |      |      |      |      |      |      |      |   |       |
| Niederschlag (mm)     | 44,7 | 44,2 | 64,8 | 74,9 | 74,2 | 91,7 | 80,8 | 87,1 | 73,4 | 53,3 | 67,8 | 71,6 | Σ | 828,5 |
|                       |      |      |      |      |      |      |      |      |      |      |      |      |   |       |
| Sonnenstunden (h/d)   | 3,9  | 4,9  | 6,0  | 7,2  | 8,9  | 10,1 | 10,2 | 9,1  | 7,6  | 5,7  | 3,5  | 2,8  | ⌀ | 6,7   |
|                       |      |      |      |      |      |      |      |      |      |      |      |      |   |       |
| Regentage (d)         | 7,7  | 7,3  | 9,4  | 9,6  | 8,3  | 8,5  | 7,7  | 7,3  | 7,8  | 7,0  | 8,6  | 9,9  | Σ | 99,1  |

| −9,1 |

| −8,0 |

| −2,8 |

| 2,7 |

| 8,4 |

| 13,5 |

| 16,3 |

| 15,3 |

| 11,4 |

| 4,9 |

| 0,1 |

| −5,9 |

| −9,1 |

| −8,0 |

| −2,8 |

| 2,7 |

| 8,4 |

| 13,5 |

| 16,3 |

| 15,3 |

| 11,4 |

| 4,9 |

| 0,1 |

| −5,9 |

## Geschichte
Detroit wurde am 24. Juli 1701 von dem französischen Kapitän Antoine de la Mothe Cadillac  am Ausfluss des Lake Erie, dem Detroit River (le détroit du Lac Érié), als Ville d’Etroit („Stadt an der Meerenge“) gegründet. 30 Jahre vorher war bereits Louis Hennepin an dieser Stelle im Rahmen seiner Expedition auf der Le Griffon vorbeigekommen. In seinen Werken (u. a. Description de la Louisiane, nouvellement découverte au Sud’Oüest de la Nouvelle France) hat er mit dem Nordufer des Detroit River genau jenen Ort als ideales Siedlungsgebiet bezeichnet, an dem später Detroit entstand. Während der Kriege mit den Briten um die Vorherrschaft in Nordamerika war das dort errichtete Fort Ponchartrain du Détroit, das nach dem Comte de Pontchartrain, Marineminister unter Ludwig XIV., benannt worden war, ein wichtiger Stützpunkt der französischen Streitkräfte. Während des Franzosen- und Indianerkriegs (1754–1763) war es eine der letzten Befestigungen, die von den Briten besetzt wurden.
Am 29. September 1760 übergab die französische Besatzung das Fort kampflos an britische Truppen unter Major Robert Rogers. Danach wurde der Name auf Detroit reduziert. Die französischen Wurzeln spiegeln sich bis heute in der offiziellen Flagge der Stadt wider. Während des Pontiac-Aufstands (1763–1764) der Indianer des Ohiotals gegen die britische Kolonialherrschaft war Detroit ein Brennpunkt der Kämpfe und wurde von den Indianern vergeblich belagert. Mit 2144 Bewohnern war Detroit 1778 die größte Stadt westlich der Appalachen, zwischen Montreal und New Orleans und die drittgrößte Stadt der Provinz Quebec, zu der sie Briten mit dem Quebec Act 1774 geschlagen hatten – nach Québec und Montreal.
Während des Amerikanischen Unabhängigkeitskrieges war die Kontrolle über Detroit, in das immer mehr anglo-amerikanische Siedler gezogen waren, ein militärisches Ziel der US-Armee. Im Frieden von Paris wurde die Stadt nominell unter Herrschaft der Vereinigten Staaten gestellt, jedoch blieb sie de facto unter Kontrolle der Briten und der mit ihnen verbündeten Indianervölker. Die Briten erkannten 1795 im Jay-Vertrag die Zugehörigkeit des Gebietes um Detroit zu den Vereinigten Staaten an, ebenso wie die Indianer nach mehreren militärischen Niederlagen im Vertrag von Greenville, und verließen die Gegend ein Jahr später. In den Folgejahren begann die Entwicklung der Stadt, bei der der französische Priester Gabriel Richard durch die Gründung von Schulen und den Bau von Straßen eine entscheidende Rolle spielte.
1805 wurde die Stadt zur Hauptstadt des neugegründeten Michigan-Territoriums, brannte jedoch im gleichen Jahr vollständig nieder und wurde planmäßig wieder aufgebaut. Die Incorporation als Stadt erfolgte am 13. Dezember 1806. 1812 wurde die Stadt im Britisch-Amerikanischen Krieg von den Briten mit Hilfe des Indianerhäuptlings Tecumseh erobert, 1813 eroberten US-amerikanische Truppen die Stadt zurück, was die endgültige Vertreibung der Indianer aus der Region bedeutete. Unter Gouverneur Lewis Cass erhielt die Stadt schließlich 1815 wieder demokratisch gewählte Institutionen. In den nächsten Jahren wuchs die Stadt beständig, da sie am Knotenpunkt der Handelsrouten im Gebiet der Großen Seen lag, und hatte am Vorabend des Amerikanischen Bürgerkriegs mehr als 45.000 Einwohner. Wegen ihrer Lage an der kanadischen Grenze war die Stadt ein wichtiger Ort auf der Underground Railroad, einem Netzwerk von Fluchtrouten für Sklaven aus den amerikanischen Südstaaten. Viele Bewohner kämpften im Bürgerkrieg in Freiwilligenregimentern für die Sache der Union, jedoch kam es 1863 auch zu gewaltsamen Unruhen, als sich irische und deutsche katholische Einwanderer der Einberufung in die Armee verweigerten und in der Folge Häuser und Geschäfte von Afroamerikanern in der Stadt angriffen.
In den folgenden Jahrzehnten setzte eine verstärkte Industrialisierung ein, als sich Unternehmen der pharmazeutischen Industrie, der Tabakindustrie und der Herstellung von gusseisernen Öfen in der Stadt ansiedelten. Letztere war in den 1890er-Jahren der bedeutendste Industriezweig der Stadt, die deshalb als Stove Capital of the World bekannt wurde. In dieser Zeit entstanden auch prächtige Villen und Paläste, die den Wohlstand der im Gilded Age reich gewordenen Unternehmer zeigen sollten. Der industrielle Aufschwung führte wie in anderen Industriestädten Europas und Nordamerikas jener Zeit auch zu einem rasanten Bevölkerungswachstum: In den letzten 40 Jahren des 19. Jahrhunderts versechsfachte sich die Einwohnerzahl. Die boomende Industrie zog Arbeitskräfte an, vor allem Einwanderer wie Iren, Deutsche und Polen. Detroit wurde auch zu einer Hochburg der Gewerkschaftsbewegung und des Progressive Movement. Der republikanische Bürgermeister (1889–1897) und spätere Gouverneur von Michigan (1897–1901), Hazen S. Pingree, gilt als einer von dessen Vordenkern: Er sorgte in der Stadt u. a. für gepflasterte Straßen und eine verlässliche Straßenbeleuchtung im Besitz der Kommune.
1909 begann die Massenproduktion von Automobilen mit dem Ford Modell T in Detroit/Highland Park. Andere Autobauer siedelten sich an. So wurde Detroit als Motor City oder Motown bekannt. Mit der Automobilindustrie erlebte Detroit einen rasanten Aufstieg und eine erneute Bevölkerungsexplosion: Zwischen 1900 und 1930 verfünffachte sich die Bevölkerung, dieses Mal vermehrt durch den Zuzug von Afroamerikanern aus dem Süden im Rahmen der Great Migration. In der Stadt kam es im 20. Jahrhundert mehrmals zu Unruhen, so im Jahr 1943, als die dreitägigen Tumulte erst durch Bundestruppen beendet werden konnten und 34 Menschen starben. Bei den Unruhen 1967 kamen 43 Menschen ums Leben.
Die automobile Monostruktur führte aber auch zu anhaltendem Abstieg, als die Modelle der US-amerikanischen Big Three (General Motors, Ford und Chrysler) nicht mehr so stark gefragt waren. Seit den späten 1960er-Jahren hat die Stadt mit Bevölkerungsschwund und hohen Kriminalitätsraten zu kämpfen, da die weiße Mittel- und Oberschicht in die Vororte abwanderte (white flight). Viele Häuser stehen leer und verfallen, auch wenn die Stadt seit dem Ende der 1990er-Jahre bemüht ist, solche Häuser abzureißen oder zu renovieren. General Motors verlagerte in den letzten Jahrzehnten zahlreiche Werke nach Übersee und hat durch eine verfehlte Unternehmensstrategie Marktanteile verloren: Existierten 1972 sechs Werke von General Motors in der Stadt, die bis 2003 meist im Dreischichtbetrieb arbeiteten, gab es nach der Finanzkrise 2009 nur noch ein einziges. Entlassungen betrafen vor allem schwarze Arbeiter und auch schwarze Angehörige der Mittelschicht. Am 1. Juni 2009 erklärte sich GM für zahlungsunfähig.
Seit 1950, als die Einwohnerzahl ihren Höchststand erreichte, hat Detroit über 60 % seiner Bewohner verloren. 35 % des Stadtgebiets sind in der Zwischenzeit unbewohnt. Die Stadt wurde zu einem Synonym des Niedergangs ehemaliger Industriestädte. Renaissance ist das Schlüsselwort, das nicht nur mit dem Renaissance Center, sondern auch mit der Wiederbelebung des Stadtzentrums in Zusammenhang steht: Es wird versucht, junge Menschen wieder zum Wohnen in Detroit zu bewegen. Mit dem Umzug der Detroit Tigers in den neu gebauten Comerica Park und der Detroit Lions nach Ford Field werden Sportereignisse aus dem Umland wieder nach Downtown geholt, es finden attraktive Aufführungen im Fisher Theatre statt. Trotzdem gilt Detroit seit Jahren als eine der gefährlichsten Städte der USA; so stand sie etwa auf der Forbes-Liste der gefährlichsten Städte der Vereinigten Staaten 2009 auf Platz eins.
2001 wurde der Demokrat Kwame Kilpatrick im Alter von 31 Jahren als jüngster Bürgermeister der Stadtgeschichte in sein Amt gewählt. Im November 2005 wurde Kilpatrick, trotz anderslautender Vorhersagen, wiedergewählt. Nach einem Skandal wurde er allerdings im September 2008 zu einer Gefängnisstrafe verurteilt und trat umgehend von seinem Amt zurück. Am 15. März 2013 wurde Detroit vom Gouverneur Michigans, Rick Snyder, wegen seiner hohen Verschuldung unter Zwangsverwaltung des Bundesstaats gestellt. Zum Insolvenzanwalt ernannte er Kevyn Orr, der in dieser Funktion bereits bei Chrysler tätig gewesen war. Detroit ist somit die bisher größte Stadt in den USA, der die Finanzkontrolle entzogen wurde. Am 14. Juni 2013 stellte die Stadt die Zahlungen an die Gläubiger ein. Verwalter Kevyn Orr stellte einen Plan zur Rettung der Stadt auf, in dem die Gläubiger auf einen Teil ihrer Forderungen verzichten sollen. Andernfalls drohe Detroit die Pleite. Am 18. Juli 2013 meldete Detroit Insolvenz an. Die Schulden der Stadt werden auf 18,5 Milliarden US-Dollar (14 Milliarden Euro) geschätzt. Ca. 30 % der Bewohner leben in Armut. Die Kriminalitätsrate ist die höchste in den USA. Ende 2013 standen fast 80.000 Häuser in Detroit leer. 40 Prozent der Straßenlaternen leuchteten nicht mehr. Auf 100 Einwohner kamen nur noch 27 Arbeitsplätze.
Im September 2014 übernahm die Stadt unter dem neu gewählten Bürgermeister Mike Duggan wieder die Kontrolle über ihre Finanzen. In den folgenden Jahren bemühte sich die Stadt um Investitionen und es gelang ihr ähnlich wie anderen ehemaligen Industriestädten, die den wirtschaftlichen Strukturwandel erfolgreicher gemeistert haben, über Kultur, Tourismus und die Ansiedlung von Start-ups einen neuen wirtschaftlichen Aufschwung herbeizuführen. Detroit ist wegen seines reichen architektonischen Erbes und seiner Industriekultur zu einem Anziehungspunkt für Touristen geworden und dem Unternehmer Dan Gilbert, der zahlreiche leerstehende Gebäude aufgekauft hatte, gelang es, milliardenschwere Investitionen nach Downtown und in den Business District von Detroit zu lotsen. Allerdings ist dieser Aufschwung sehr ungleich verteilt und Beobachter kritisieren, dass die Gentrifizierung und der Bauboom im Stadtzentrum keine Verbesserungen für die vielen Armen der Stadt gebracht hätten.

## Bevölkerung

### Struktur nach Bevölkerungsgruppen
Bei der letzten Volkszählung von 2020, die nach Ethnie differenziert, hatte die Stadt 639.111 Einwohner, bei der von 2010 waren es noch 713.777 Einwohner. Damit ist sie die mit Abstand größte Stadt in Michigan und belegt im US-weiten Vergleich Platz 18.
Die große Mehrheit der Einwohner, 590.226 Personen oder 82,7 %, waren Afroamerikaner. Ihr Anteil liegt damit sehr viel höher als in Michigan insgesamt (14,2 %) oder auch im US-Durchschnitt (12,6 %). Wenngleich ein weit überdurchschnittlich hoher Anteil afroamerikanischer Bevölkerungsgruppen für die alten Industriestädte im Nordosten der USA typisch ist, so markiert Detroit hier einen Extremfall. Keine amerikanische Großstadt hat einen höheren Anteil Schwarzer an der Gesamtbevölkerung als Detroit. Auch hat die Stadt die viertgrößte schwarze Gemeinde in den USA überhaupt, hinter New York, Chicago und Philadelphia.
Zweitgrößte Bevölkerungsgruppe sind mit weitem Abstand die Weißen. Sie erreichen mit 75.758 Personen einen Anteil von 10,6 % an der Gesamtbevölkerung. Dazu kommen rund 2.600 amerikanische Ureinwohner und gut 7.500 Asiaten sowie rund 21.600 Angehörige anderer Ethnien und 15.900 Mischlinge. Als Hispanics betrachten sich 6,8 % der Gesamtbevölkerung; knapp drei Viertel von ihnen stammen aus Mexiko.
Unter der weißen Bevölkerung haben Familien mit irischen, deutschen und polnischen Vorfahren den höchsten Anteil. Mit großem Abstand folgen Engländer und Italiener. Dabei liegt speziell der Anteil der Deutschstämmigen erheblich unter den Vergleichswerten von Michigan oder dem US-Durchschnitt, während vergleichsweise viele Personen polnische Vorfahren angegeben haben. Darüber hinaus sind knapp 8.500 Personen arabischer Herkunft.

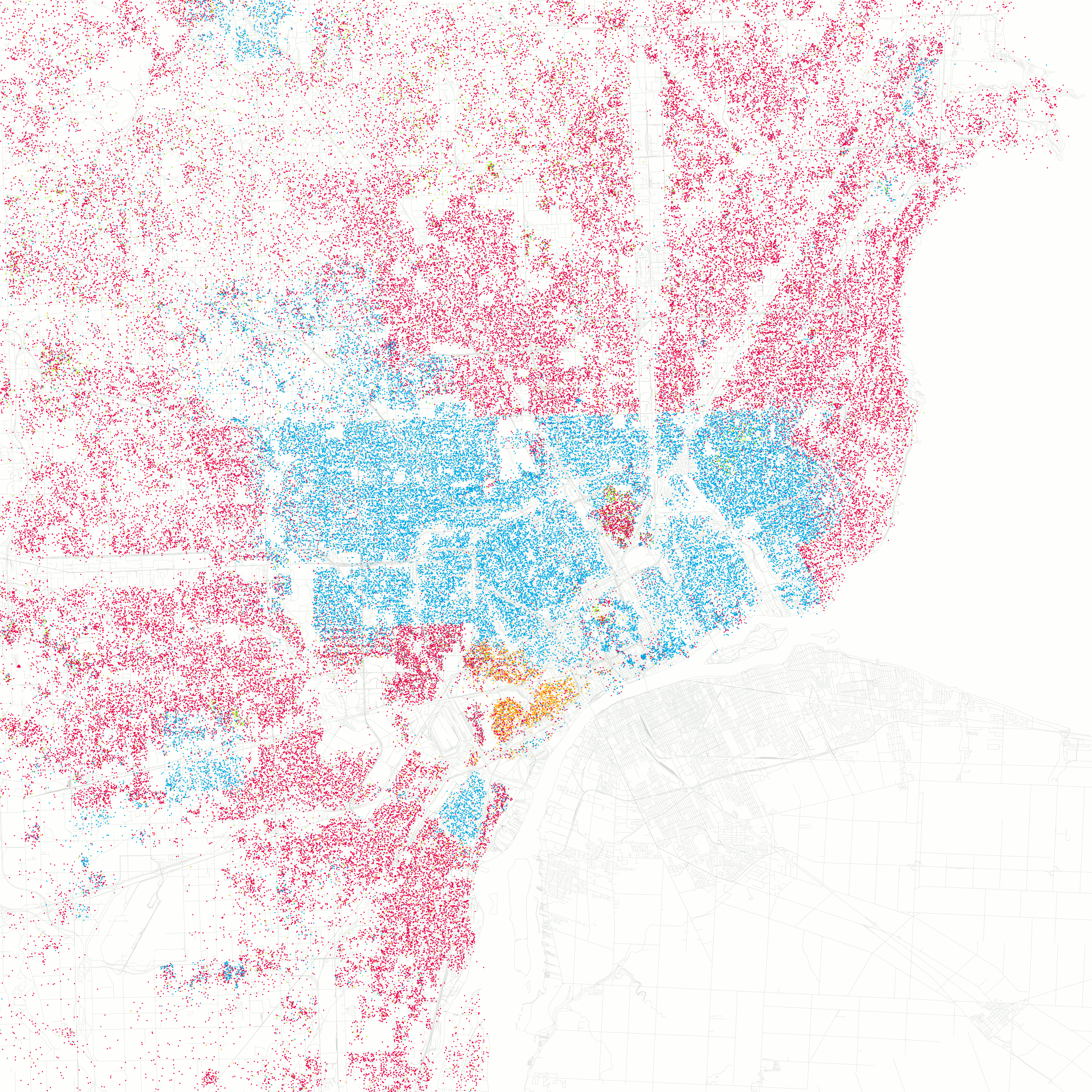
Darstellung der ethnischen („racial“) Bevölkerungsverteilung in Detroit im Jahr 2000. Weiß, Schwarz, Asiatisch, Latino.

Der Großraum Detroit ist zwischen den verschiedenen Ethnien erkennbar aufgeteilt. Während Detroit fast nur von Schwarzen und kaum von Weißen bewohnt wird, verhält es sich in den meisten Vororten, auch in den meisten direkt angrenzenden, umgekehrt. Die Trennlinie ist dabei so scharf, dass die Stadtgrenze auf den Karten zur Volkszählung fast auf ihrer gesamten Länge deutlich sichtbar ist. Insbesondere wird dabei der nördliche Abschnitt entlang der 8-Mile-Road zugleich als psychologische Grenze gesehen und findet in der Region als geflügeltes Wort Verwendung für die Grenzlinie zwischen den beiden genannten Subkulturen und ihren unterschiedlichen Lebensverhältnissen. Die Umwälzungen der letzten Jahre, in denen Detroit einen wirtschaftlichen und sozialen Zusammenbruch erlebte, haben dazu geführt, dass auch viele Schwarze aus der Mittelschicht in die Vororte gezogen sind, während die verlassenen innerstädtischen Gebiete in einem allmählichen Gentrifizierungsprozess von meist weißen Künstlern und Intellektuellen neu besiedelt werden. Laut neuesten demographischen Daten waren 78,6 % der Bevölkerung Schwarze und 14,6 % Weiße.
Detroit ist auch eine Hochburg der Aramäer/Assyrer (Chaldäer), die aufgrund religiöser Verfolgungen aus ihrer Heimat, dem Nahen Osten, in die USA emigriert sind. Derzeit leben laut einer Studie aus dem Jahr 2008 im Raum Detroit 113.000 Aramäer/Assyrer.

### Bevölkerungsentwicklung

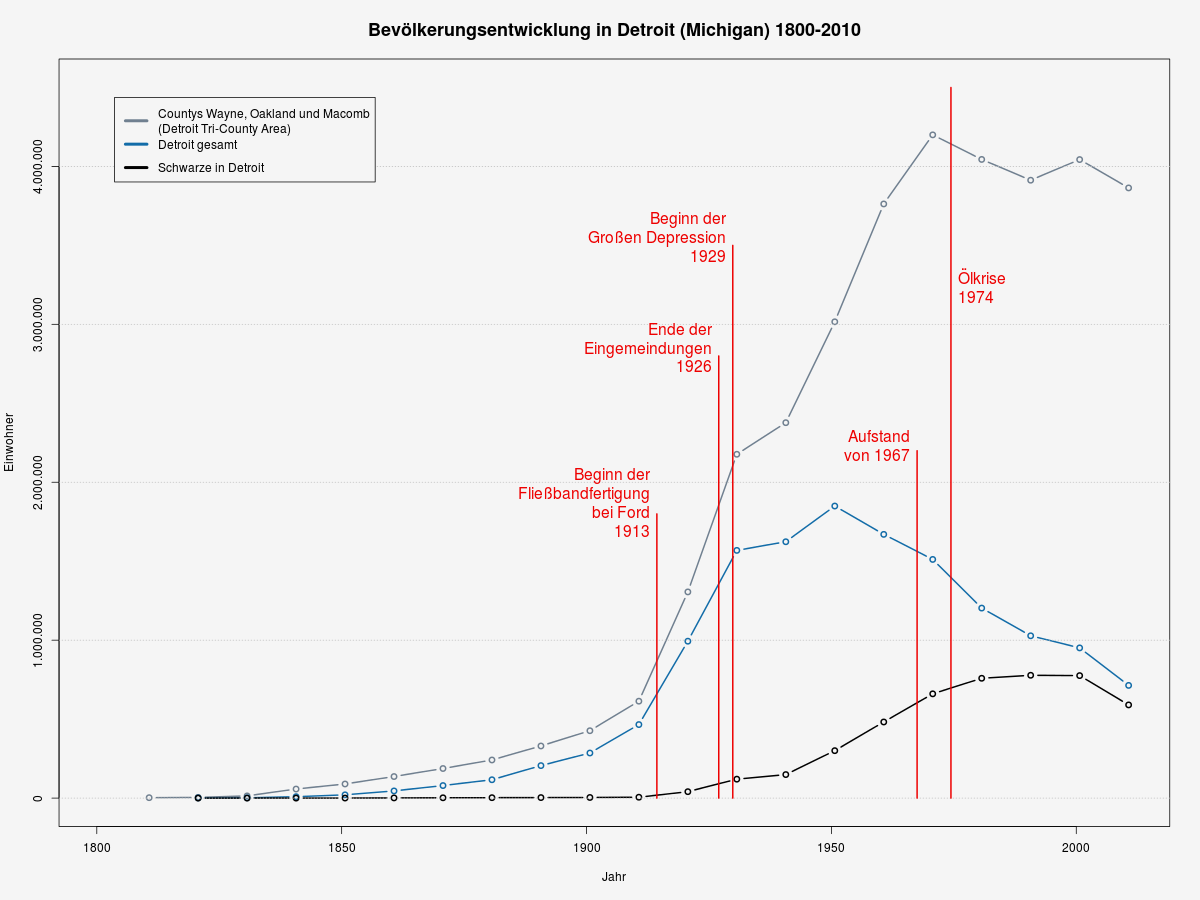
Entwicklung der Einwohnerzahl zwischen 1810 und 2010

Nachdem Detroit im 18. Jahrhundert mehrfach zerstört wurde und in der ersten Hälfte des 19. Jahrhunderts seine Stellung als Handelsplatz und Verwaltungssitz einbüßte, zeigt die Bevölkerungsentwicklung ein für Industriestädte im Nordosten der USA typisches Bild: Starker Anstieg der Einwohnerzahl ab etwa 1850 bis zum Höhepunkt der Population um 1950, danach schnelles Anwachsen der Vororte bis etwa 1970, anschließend Rückgang der Bevölkerung in der Stadt selbst sowie Stagnation der Einwohnerzahl im Ballungsraum insgesamt.
Durch die zunächst weniger günstigen Voraussetzungen für die industrielle Entwicklung blieb die Einwohnerzahl zunächst hinter anderen Industriestädten in der Region wie etwa Buffalo oder besonders Chicago zurück. Der Aufstieg der Automobilindustrie zu Beginn des 20. Jahrhunderts ließ die Einwohnerzahl danach aber umso schneller ansteigen. So wuchs Detroit zwischen 1910 und 1930 um mehr als 1,1 Millionen Menschen auf die dreifache Größe von 1910 und überholte damit viele andere Industriestädte in den USA. Der Höchststand der Population wurde schließlich 1950 mit 1,85 Millionen Menschen erreicht.
Der Automobilboom der Nachkriegsjahre lockte erneut große Menschenmengen in die Region. Doch ließen sich die meisten Neuankömmlinge in den Vororten nieder, so dass die Stadt von dieser Zuwanderung nicht mehr profitieren konnte. So blieb es in Detroit bei etwas mehr als 1,6 Millionen Einwohnern, während die Bevölkerungszahl in den Vororten der Tri-County-Region zwischen 1940 und 1970 von 750.000 auf 2,7 Millionen Menschen anstieg.
Während die Einwohnerzahl in der Region seitdem in etwa konstant geblieben ist, ist sie in Detroit im Vergleich zu 1950 um mittlerweile über 60 % gesunken. Vor allem in den Jahren nach dem Aufstand von 1967 und in der Zeit nach der Jahrtausendwende waren starke Rückgänge von je über 20 % binnen eines Jahrzehnts zu verzeichnen. Bei der Volkszählung im Jahr 2010 ergab sich für Detroit eine Einwohnerzahl von 713.777, über 237.000 oder fast 25 % weniger als im Jahr 2000. Im Jahr 2022 hatte die Stadt nur noch 631.366 Einwohner. 2023 fiel die Einwohnerzahl zum ersten Mal seit 1957 nicht, sondern wuchs leicht auf 633.218.
Die folgende Tabelle zeigt die Einwohnerentwicklung der Metropolitan Statistical Area Detroit – Warren – Dearborn nach der Definition des U.S. Census Bureau 2015:
| Jahr | Einwohner¹ |
| ---- | ---------- |
| 1990 | 4.248.699  |
| 2000 | 4.452.778  |
| 2010 | 4.293.313  |
| 2016 | 4.297.617  |

¹ 1990–2010: Volkszählungsergebnisse; 2016: Schätzung des US Census Bureau

### Kriminalität

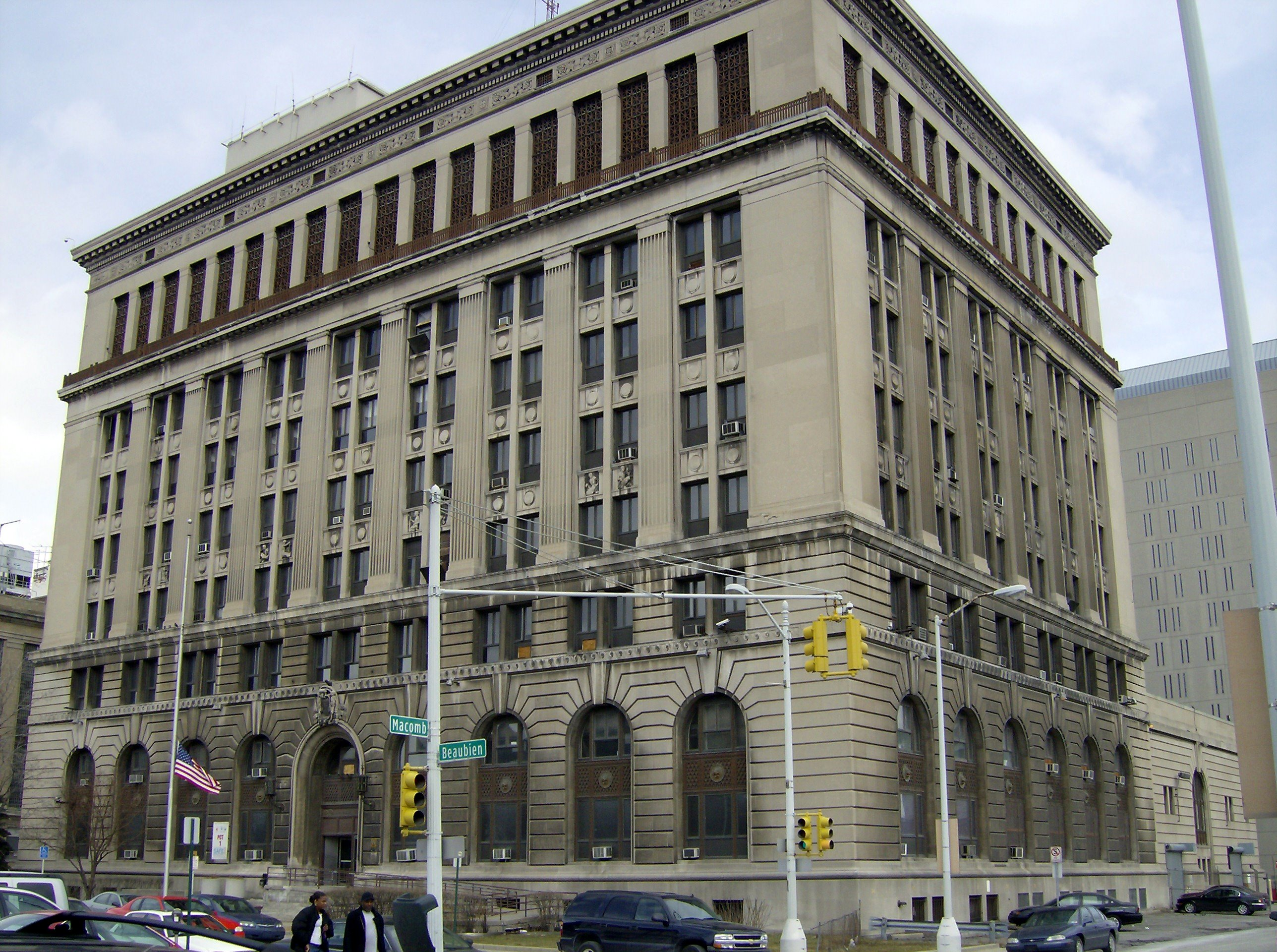
Das Polizeipräsidium von Detroit

Laut Statistik ist Detroit eine der gefährlichsten Städte der USA. Die Stadt hat mittlerweile seit über vier Jahrzehnten extrem hohe Kriminalitätsraten zu verzeichnen und belegt insbesondere bei den Gewaltverbrechen seit Jahren einen Spitzenplatz unter den amerikanischen Großstädten. So geschahen in den letzten Jahren durchschnittlich 350 Morde pro Jahr. Gemessen an der Einwohnerzahl entspricht die Mordrate etwa dem Zehnfachen des US-Durchschnitts. Des Weiteren sind jährlich mit über 5.000 Delikten etwa sechsmal so viele Raubüberfälle wie im US-Durchschnitt zu verzeichnen sowie über 10.000 Fälle von Körperverletzungsdelikten, was in etwa dem 5,5-fachen Durchschnitt entspricht.
Dazu kommen annähernd 50.000 Eigentumsdelikte, ebenfalls ein im Vergleich sehr hoher, wenn auch nicht so extremer Wert. Ein seit geraumer Zeit in Detroit weit verbreitetes Phänomen ist zudem Brandstiftung, vor allem an alten, leerstehenden Wohnhäusern. Teils handelte es sich dabei um Versicherungsbetrug, teilweise um blinde Zerstörungswut, die einige Zeit lang vor allem um Halloween herum als Devil’s Night zu einem kulturellen Phänomen wurde.
Die meisten Mordopfer waren junge Männer afroamerikanischer Abstammung und starben durch Schusswaffeneinwirkung. Die Gewaltanwendung steht nach Polizeiangaben häufig in Zusammenhang mit Familienstreitigkeiten oder in noch größerem Umfang mit Drogenkriminalität. Die Hemmschwelle hin zur Gewalt sei sehr niedrig.
Als Ursachen für die hohe Gewaltbereitschaft werden die fehlenden Möglichkeiten zum sozialen und wirtschaftlichen Aufstieg genannt, eine unterfinanzierte und schleppend arbeitende Justiz, ganz allgemein schlechte Schulbildung sowie die allseits leichte Verfügbarkeit von Schusswaffen in Verbindung mit der Verlockung des illegal verdienten, schnellen Geldes. Ebenso sei ein beachtlicher Verfall der Sitten festzustellen. Dazu hätten sich in der Bevölkerung Angst und Apathie verbreitet, was die Aufklärungsarbeit sichtlich erschwere.
Die wirkungsvollste Gegenmaßnahme wird indes in verstärkter Jugendarbeit gesehen. Dazu gehören die Unterrichtung in gewaltfreier Konfliktlösung an den Schulen sowie gezieltes Vorgehen seitens der Behörden gegen Verwahrlosung im Elternhaus und Schulschwänzen. Auch müsse die verbreitete „Kultur der Verschwiegenheit“ in Detroit beendet werden. Eine Aufstockung der Personaldecke im Polizeidienst wird dagegen als weniger zielführend angesehen, obwohl die Polizei von Detroit einer Studie der Universität Berkeley zufolge erheblich unterfinanziert ist.
Ganz im Gegensatz zu den Armenvierteln ringsum herrscht in Downtown Detroit eine im Verhältnis zum US-Durchschnitt sogar leicht unterdurchschnittliche Kriminalitätsrate. Werden neben der Einwohnerzahl noch bestimmte andere soziale Faktoren wie etwa die Zahl der Touristen herangezogen, so ergibt sich einer Studie zufolge sogar eine für große amerikanische Innenstädte sehr niedrige Kriminalitätsrate. Die meisten Tatbestände sind dabei Einbruch- und Autodiebstähle. Die niedrige Kriminalitätsrate in Downtown steht aber ganz im Gegensatz zur öffentlichen Wahrnehmung, wonach sich der schlechte Ruf der Stadt auch sichtlich auf das Hauptgeschäftsviertel überträgt.

## Kultur und Sehenswürdigkeiten

### Bildung
Da das amerikanische Bildungssystem stark von der jeweiligen lokalen Konjunktur abhängt, gibt es teilweise eklatante Mängel. Durch den starken Bevölkerungsschwund in den 1950er- und 1960er-Jahren wurden viele Schulen geschlossen; Schüler mussten lange Wege in Kauf nehmen, um in Schulen anderer Städte/Orte zu gelangen.
Es gibt eine Vielzahl von öffentlichen und privaten Universitäten, von denen einige (University of Detroit Mercy, Lawrence Tech, Eastern Michigan University, Wayne State University) zu den angesehenen Schulen des Landes zählen.

### Musik
Weltweit bekannt ist das Motown-Label, das die Soulmusik und auch Popmusik maßgeblich beeinflusst hat. Dies geschah durch den Produzenten Berry Gordy und die Motowneigene Studio-Band The Funk Brothers, die auf fast allen Alben des Labels zu hören sind. Auch für Prä-Punk-Rock war Detroit wichtig: Sowohl MC5 als auch Iggy Pop hatten hier in den 1960er-Jahren erste Erfolge. In den 1970er-Jahren fand die Bedeutung Detroits für die amerikanische Rockmusik in Songs von Ted Nugent (Motor City Madhouse) und der Gruppe Kiss (Detroit Rock City) Niederschlag. Außerdem ist Alice Cooper hier beheimatet, der mit der gleichnamigen Band in den 1970ern einige Erfolge feiern konnte.
Die Detroiter Cobo Hall, eine der größten Hallen für Rockkonzerte, hatte für die amerikanische populäre Musik ähnliche Bedeutung wie der Madison Square Garden in New York City. Dass Detroit in der Musikszene weiter eine führende Rolle spielt, liegt an dem aus den Schwarzenvierteln der Stadt stammenden Detroit Techno. Ebenso ist im Hip-Hop der weiße Rapper Eminem bekannt geworden. Aus Detroit kommen auch die Metalbands Halloween und The White Stripes.
In den 1920er-Jahren (mit McKinney’s Cotton Pickers von Don Redman und dem Orchester von Jean Goldkette, und auch das Casa Loma Orchestra hatte hier seine Ursprünge) bis in die 1950er-Jahre war die Stadt eine Jazz-Hochburg, aus der Musiker wie Milt Jackson, Yusef Lateef, Ron Carter, Howard McGhee, Donald Byrd, Kenny Burrell, Geri Allen und die Jones-Brüder (Elvin Jones, Hank Jones, Thad Jones) kamen. Seit 1980 findet jährlich das Detroit International Jazz Festival statt.

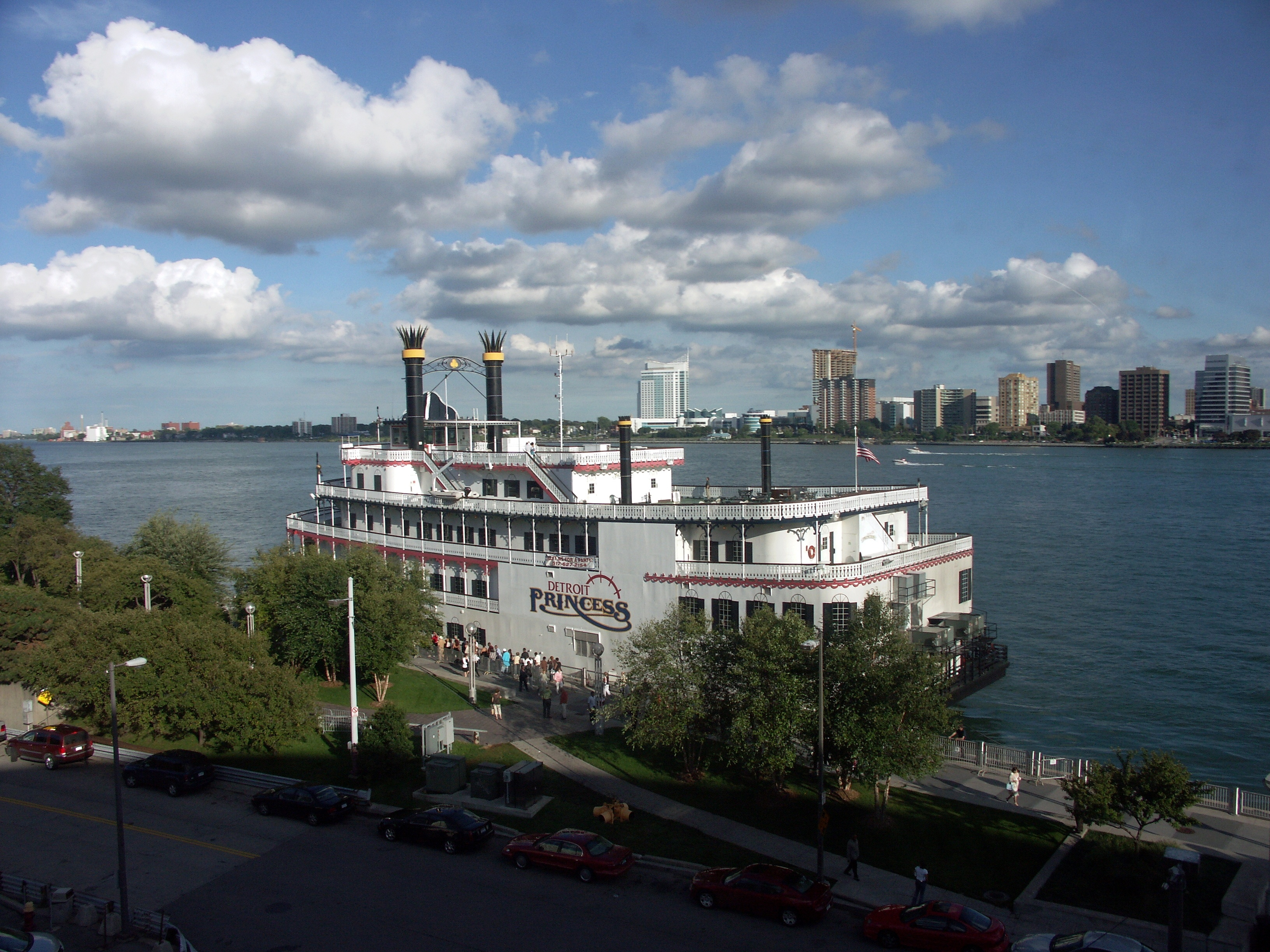
Der Detroit River bildet die Staatsgrenze zwischen USA und Kanada
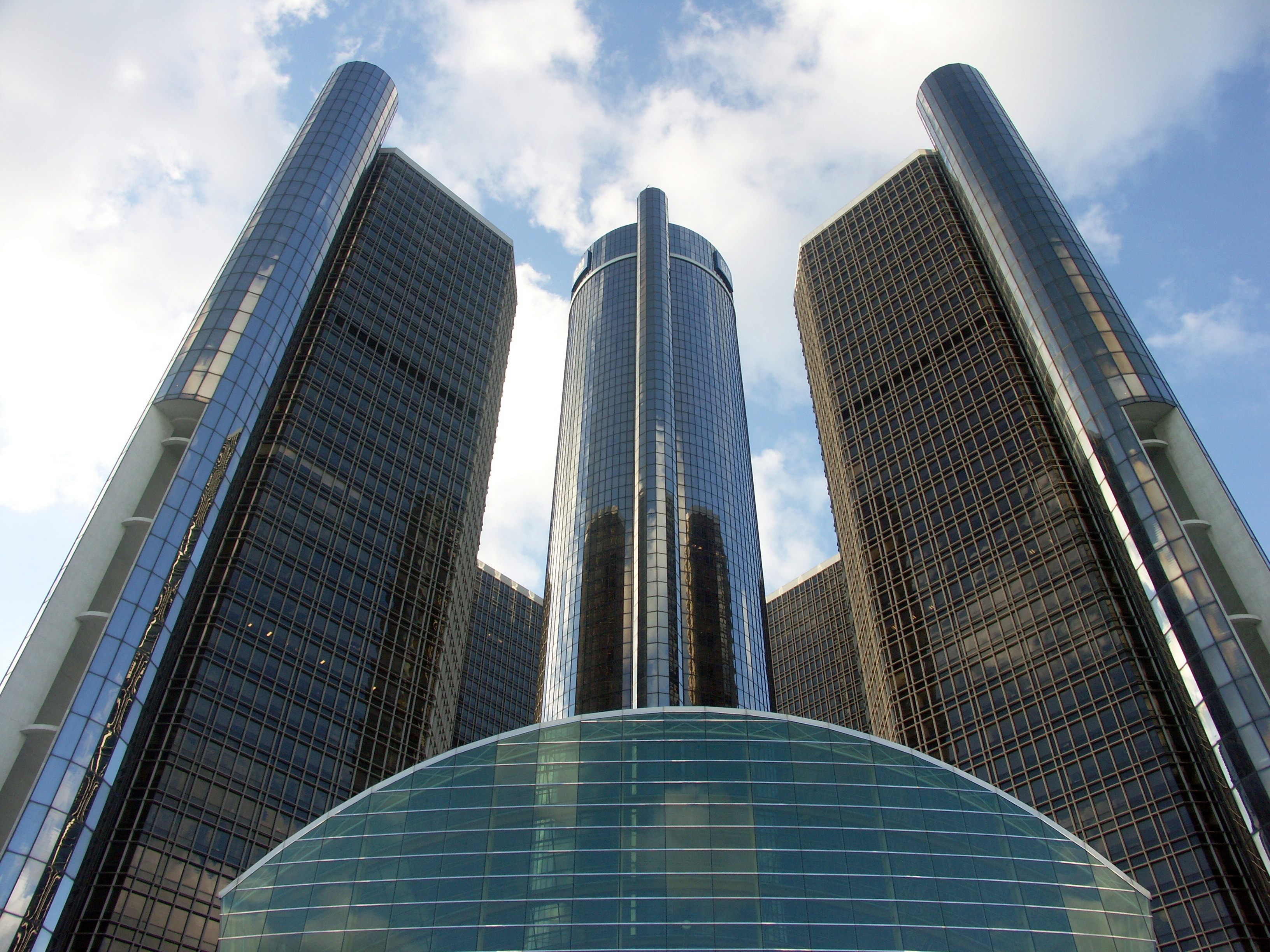
Das Renaissance Center
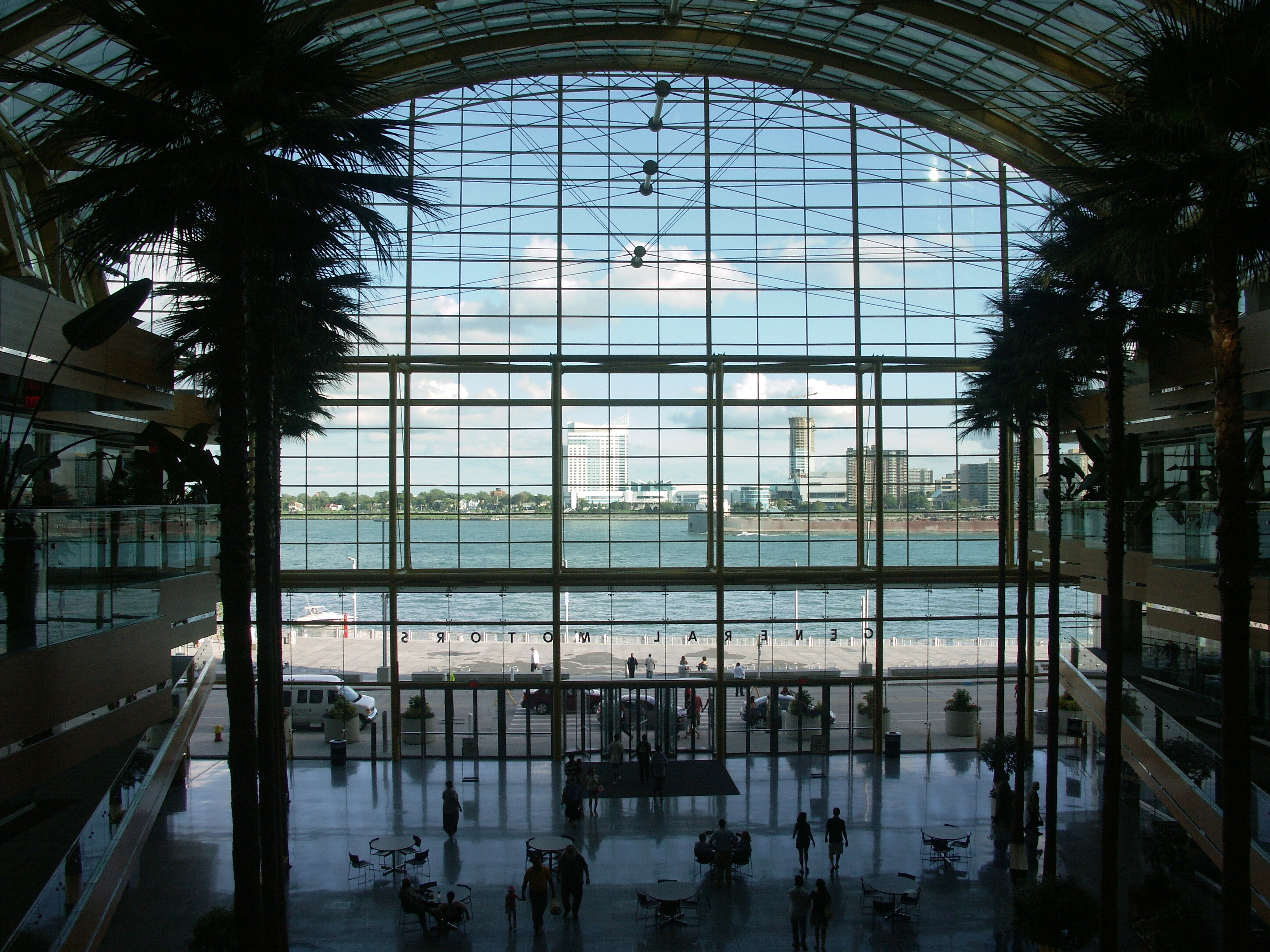
Innenansicht des Renaissance-Centers, Blick auf den Detroit River

### Bauwerke

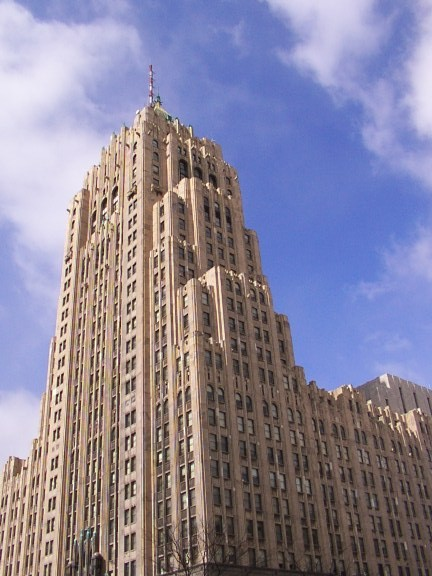
Das Fisher Building in Detroit New Center, erbaut 1929

Die Uferlinie von Detroit weist eine Reihe unterschiedlicher Architekturstile auf. Die postmodernen neugotischen Helme des Comerica Tower at Detroit Center (1993) wurden entworfen, um mit den Art-déco-Wolkenkratzern der Stadt zu harmonieren. Zu den Bauwerken im Stil des Art déco gehören das Guardian Building und das Penobscot Building im Zentrum sowie das Fisher Building und der Cadillac Place in der Nähe der Wayne State University. Zu den bekannten Bauwerken der Stadt gehören auch das größte Fox Theatre der Vereinigten Staaten, das Opernhaus und das Detroit Institute of Arts.
Während das Zentrum aus Hochhäusern gebildet wird, bestehen die übrigen Stadtteile weitgehend aus niedrigen Bauwerken und Einfamilienhäusern. Außerhalb des Stadtkerns finden sich Wohnhochhäuser in den Gebieten der East Riverfront bis zu Grosse Pointe und zum Palmer Park, direkt westlich von Woodward. Die vor dem Zweiten Weltkrieg entstandenen Bauten sind in den damaligen Arbeiterwohnvierteln vor allem in Holzständer- und Backsteinbauweise errichtet, in den Wohnvierteln der Mittelklasse handelt es sich um größere Backsteinbauten, und verzierte Wohnsitze finden sich in Stadtteilen wie etwa Brush Park, Woodbridge, Indian Village, Palmer Woods und Sherwood Forest. Die ältesten Stadtviertel – wie etwa Corktown, eine Arbeitersiedlung ehemals irischer Einwanderer und Brush Park – finden sich an der Ausfallstraße nach Woodward und Jefferson, die in den 1950er-Jahren entstandenen Stadtteile liegen weiter westlich und in der Nähe zur 8 Mile Road.
Viele der bedeutsamen Bauwerke der Stadt sind in das National Register of Historic Places aufgenommen. Die Stadt verfügt über eine der größten erhaltenen Ansammlungen von Häusern aus dem späten 19. Jahrhundert und vom Beginn des 20. Jahrhunderts. Rosedale Park ist hinsichtlich seiner Zahl der Contributing Propertys der größte Denkmalschutzbezirk Michigans. Hinzu kommen eine Reihe bedeutender Kirchengebäude, etwa St. Joseph Catholic Church und Saint Anne de Detroit Catholic Church.
In der Hochphase der Stadt in den 1920er-Jahren wurden im Stadtzentrum viele Bürogebäude mit aufwändigen Verzierungen gebaut. Das Renaissance Center in Downtown Detroit ist eine Hochhausgruppe mit einem Mittelturm und den vier Türmen des General-Motors-Hauptquartiers. Der Detroit People Mover verschafft einen Überblick über die Innenstadt, die beispielsweise mit Greektown und seinen Casinos einige Attraktionen zu bieten hat. Die Wiederbelebung von Downtown Detroit zog mit neu errichteten Sportstätten für American Football und Baseball auch Unternehmen wie Compuware ins Zentrum.

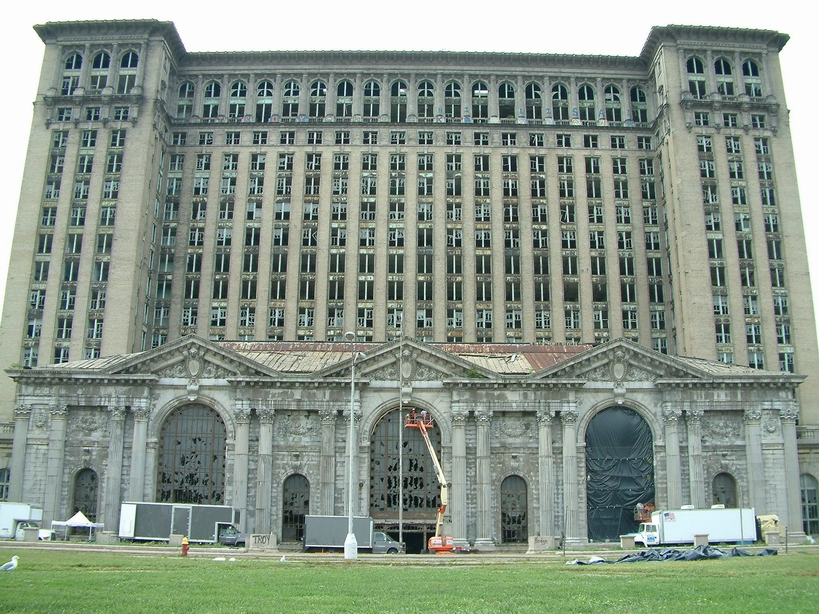
Verfallene Michigan Central Station, erbaut 1913, stillgelegt 1988

Der ehemalige Bahnhof Michigan Central Station wurde 1913 erbaut; das Gebäude war lange Zeit einziger Anlaufpunkt für Reisen von und nach Detroit. Seine Hochzeit erlebte der Bahnhof während des Zweiten Weltkrieges, als militärisches Material, Waffen und Munition auf dem Schienenweg transportiert und viele Detroiter von hier aus als Soldaten an die Front geschickt wurden. Durch den Rückgang des Personenverkehrs durch die Konkurrenz von Auto und Flugzeug verlor der Bahnhof ab den 1950er-Jahren an Bedeutung, trotz der Gründung der nationalen Eisenbahngesellschaft Amtrak im Jahr 1971, und wurde am 5. Januar 1988 offiziell stillgelegt. Mitte 2018 hat das Unternehmen Ford das Gebäude gekauft; man wolle das Gebäude komplett zeitgenössisch sanieren und dort ein Einkaufszentrum, Wohnungen sowie einen Teil der Entwicklungsabteilung unterbringen. Am 6. Juni 2024 wurde Michigan Central Station mit einem Festakt, u. a. mit Auftritten lokaler Musikgrößen wie Eminem, Jack White und Diana Ross, offiziell wiedereröffnet und der Öffentlichkeit nach 34 Jahren wieder zugängig gemacht.
Östlich von Detroit liegt Grosse Pointe am Ufer des Lake St. Clair: Eine der reichsten Städte der USA, in denen einige frühere „Autobarone“ ihre Anwesen hatten, und auch heute noch die Nachfahren von Henry Ford leben. In Hamtramck kann man das Leben der polnischen Einwanderer im Stil der 1950er-Jahre bis heute erleben.
Das Michigan Theatre ist Teil eines 13-stöckigen Bürogebäudes an der Bagley und Cass Avenue und ein ehemaliges Filmtheater. Das im Stile der französischen Renaissance gestaltete Interieur des Michigan wurde im August 1926 eröffnet und hatte eine Kapazität von 4035 Sitzplätzen. Entworfen wurde es von den Architekten Cornelius W. und George L. Rapp und kostete fünf Millionen Dollar. Das Theater wurde 1976 geschlossen und 1977 zu einem Parkhaus umgebaut.
In der Joseph Campau Street am Detroit River befindet sich das historische Parke-Davis Research Laboratory (auch bekannt als Building 55-Detroit Research). Das Forschungslaborgebäude des heutigen Pharmakonzerns Pfizer wurde am 11. Mai 1976 vom National Register of Historic Places als historisches Denkmal mit der Nummer 76001039 aufgenommen. Ebenso ist es im National Historic Landmark eingetragen.

### Museen und Parks
Das Detroit Institute of Arts gehört zu den wichtigen US-amerikanischen Museen. Neben den Werken der klassischen Moderne (mit Werken u. a. Pablo Picasso und Vincent van Gogh) sind vor allem die Freskomalereien des Detroit-Industrie-Zyklus des mexikanischen Künstlers Diego Rivera erwähnenswert, der die Produktionsabläufe bei Ford nach fotografischen Vorlagen schilderte. Nach dem Niedergang Detroits in der Großen Depression galten die Fresken als Symbol der wirtschaftlichen Erneuerung. Dem kommunistischen Künstler gelang es, sowohl die Perspektive des kapitalistischen Unternehmertums wie die marxistische Perspektive der Rolle der Arbeit in der Großindustrie einzunehmen. So blieb dieser bedeutende Zyklus im Gegensatz zu den wegen der kommunistischen Inhalte zerstörten Malereien Riveras im New Yorker Rockefeller Center (1934) bis heute erhalten. Die städtische Notverwaltung wollte im Jahr 2014 die wertvolle Sammlung des Detroiter Institute of Art verkaufen, um Schulden der Stadt zu begleichen, was aber abgewendet wurde. Das mit der Schätzung der Sammlung beauftragte Versteigerungshaus Christie ermittelte einen Wert zwischen 454 und 867 Millionen Dollar.
Weitere Museen befassen sich mit der Stadtgeschichte Detroits (Detroit Historical Museum), der Afro-Amerikanischen Geschichte (Museum of African American History) und der Entstehung der Motown-Musik (Motown Historical Museum). Zudem gibt es noch ein naturwissenschaftliches Museum (The new Science Center of Detroit). Außerhalb der eigentlichen Innenstadt Detroits befindet sich das Space Center der NASA. Durch interessante Ausstellungsstücke, bei denen jedermann und auch Kinder aktiv agieren können, werden Naturgesetze, die für die Raumfahrt wichtig sind, deutlich dargestellt.
Zwischen Detroit und dem Industrievorort Dearborn liegt auf einem riesigen Gelände das Henry-Ford-Museum mit einer Sammlung von Automobilen, Lokomotiven, Flugzeugen und Maschinen und Greenfield Village, wohin Henry Ford historisch wichtige Gebäude aus ganz USA transportieren ließ, unter anderem z. B. das Originallabor von Thomas Edison und die Fahrradwerkstatt der Gebrüder Wright.
Die wichtigsten Parks sind Belle Isle, eine Insel im Detroit River mit Casino und öffentlicher Reithalle, sowie Palmer Park mit zwei öffentlichen Golfplätzen, River Rouge Park, Chene Park und der Campus Martius Park im Stadtzentrum Detroits.

### „Motor City“ und andere Spitznamen
Aufgrund ihrer Bedeutung für die Automobilindustrie wird Detroit auch Motor City genannt. Dies spiegelt sich auch im weiteren Spitznamen Motown, einem Kofferwort aus Motor und Town, wider. Dieser ist vor allem durch das hier gegründete, international bekannte Plattenlabel Motown mittlerweile in alle Welt verbreitet worden.
Ein anderer bekannter Spitzname, Hockeytown, ist auf das weltweit berühmte Eishockeyteam der Detroit Red Wings aus der NHL zurückzuführen, wird allerdings auch für andere Städte mit einer ausgeprägten Hockeytradition und berühmten Mannschaften verwendet.

### Sport

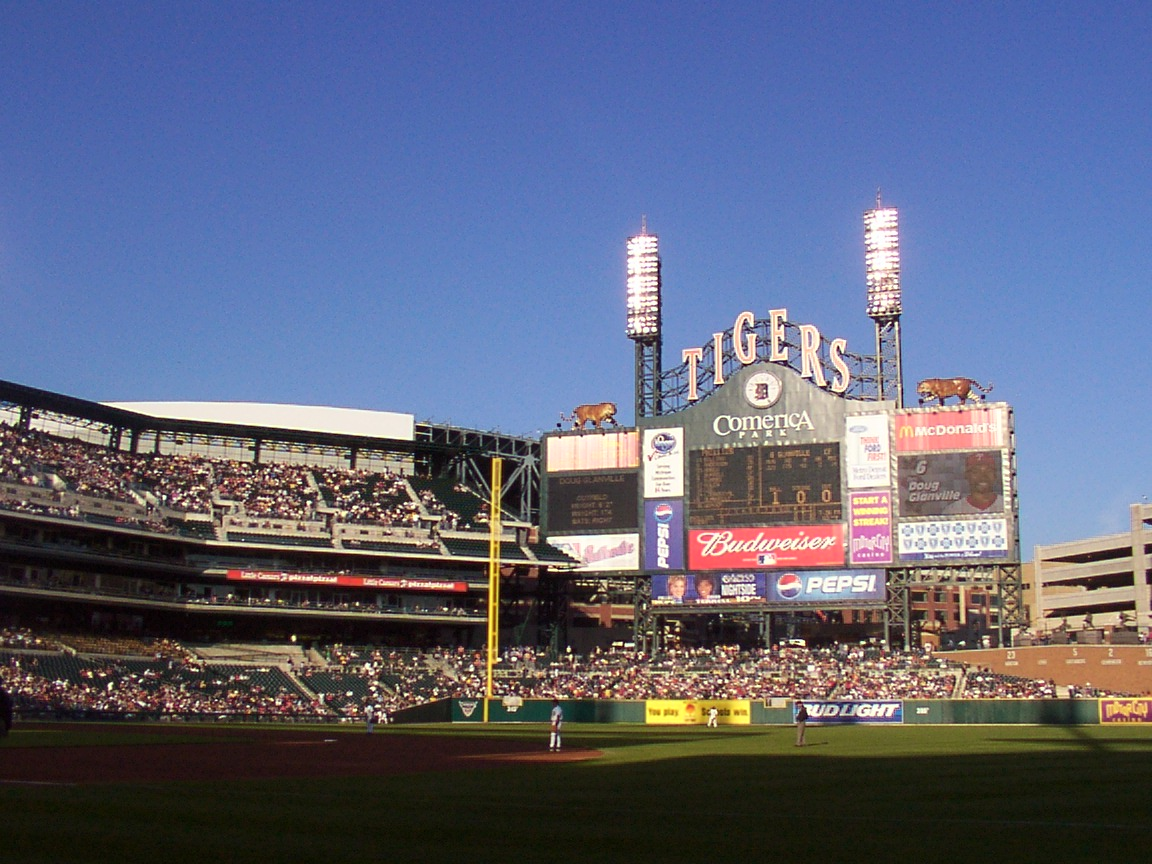
Im Comerica Park der Detroit Tigers

Die Eishockeymannschaft der Stadt heißt Detroit Red Wings und ist weltweit eine der bekanntesten und erfolgreichsten Eishockeymannschaften. Insgesamt gewann das Team 11-mal den Stanley Cup, zuletzt im Jahr 2008. Die Red Wings spielten bis 2016 in der Joe Louis Arena. 2017 wechselten sie in die für 628 Millionen Dollar in der Innenstadt neu gebaute Little Caesars Arena.
In der Major League Baseball (American League, Central Division) spielen die Detroit Tigers. Deren Heimatstadion ist der moderne Comerica Park. Die Detroit Tigers sind eine der erfolgreichen und hochklassigen Mannschaften der Major League Baseball: So standen sie beispielsweise zuletzt 2012 im Liga-Finale der MLB, der World Series. Dort mussten sie sich allerdings durch einen Sweep in der Best-of-Seven-Serie den San Francisco Giants geschlagen geben.
Sowohl die Eishockeymannschaft als auch das Baseball-Team sind im Besitz von Mike Ilitch, dessen Unternehmen Little Caesars als Sponsor verschiedener Sportvereine und -ereignisse wirkt.
Im Basketball wird Detroit durch die Detroit Pistons vertreten. Die Pistons residieren in der Little Caesars Arena und gewannen zuletzt im Jahr 2004 ihre 3. NBA-Championship. In letzter Zeit waren die Ergebnisse jedoch höchstens durchschnittlich.
Die Footballmannschaft der Stadt, die im Ford Field in Detroit Downtown residiert, heißt Detroit Lions. Am 5. Februar 2006 wurde der Super Bowl XL in Detroit ausgetragen.
Detroit bewarb sich insgesamt sechs Mal erfolglos um die Austragung der Olympischen Sommerspiele.

## Flagge
Die Flagge der Stadt wurde 1907 von David E. Heineman entworfen und 1948 offiziell angenommen. Die Flagge besteht aus fünf Teilen. Das Viertel links unten beinhaltet Lilien, die für die Franzosen stehen, die die Stadt 1701 gründeten. Das Viertel rechts oben beinhaltet drei Löwen und steht für Britannien, das zwischen 1760 und 1796 über die Stadt herrschte. Im Viertel links oben sind dreizehn weiße Sterne auf dunkelblauem Grund abgebildet. Diese stehen für die dreizehn Gründerstaaten der USA. Im Viertel rechts unten befinden sich insgesamt 13 weiße und rote Streifen. Diese haben die gleiche Symbolik.
Im Kreis in der Mitte stehen zwei Frauen, eine neben einer brennenden Stadt und eine neben einer blühenden Stadt. Die Frauen stehen jeweils für Zerstörung und Auferstehung. Die Wahlsprüche lauten Speramus Meliora und Resurget Cineribus (Wir hoffen auf Besseres und Es wird aus der Asche auferstehen). 1805 war die Stadt am 11. Juni abgebrannt.

## Wirtschaft und Infrastruktur

### Wirtschaft

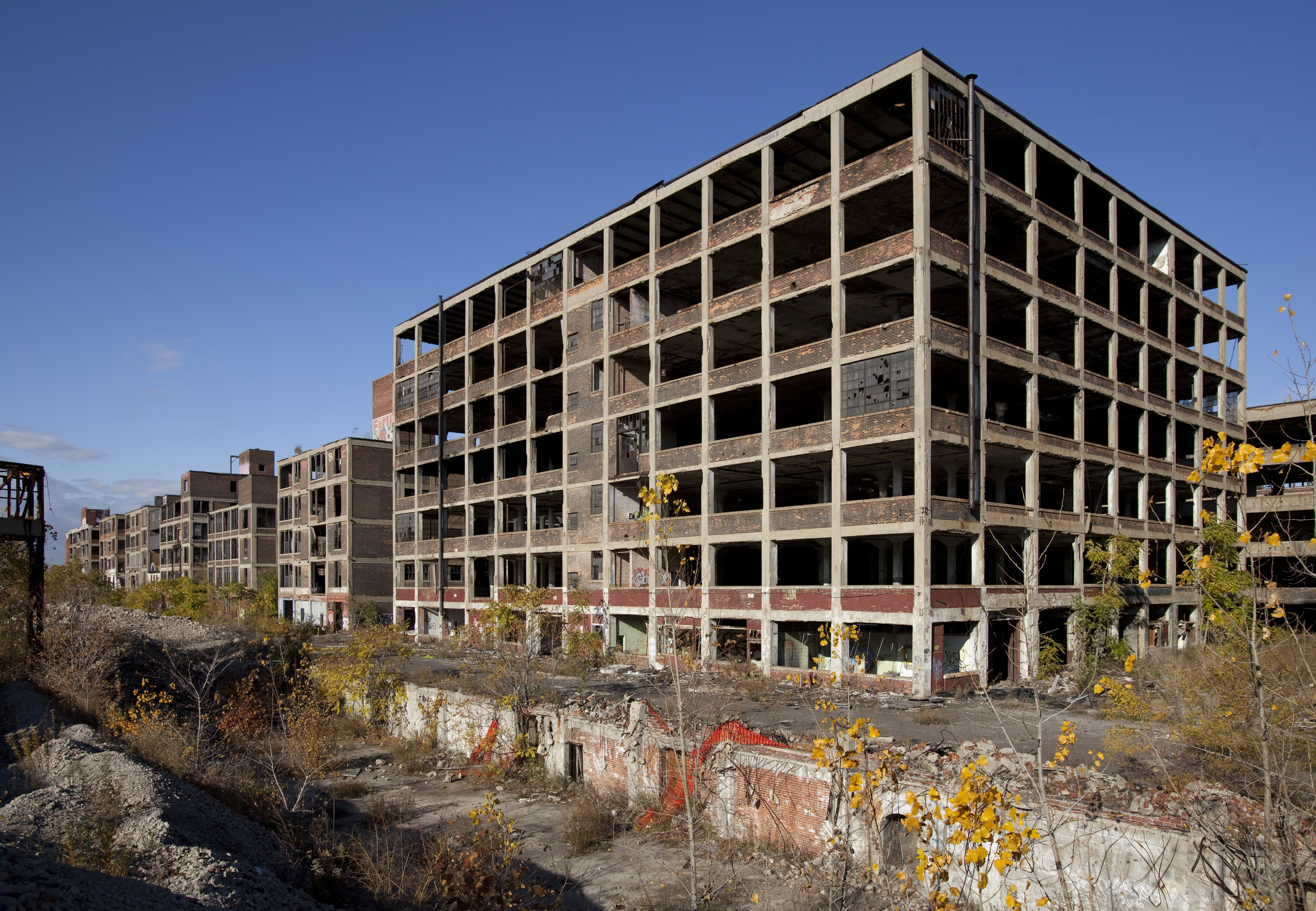
Aufgegebene Produktionsstätte des Luxuswagenherstellers Packard

Die Metropolregion von Detroit erbrachte 2016 ein Bruttoinlandsprodukt von 252,7 Milliarden US-Dollar und belegte damit Platz 13 unter den Großräumen der USA. Die Arbeitslosenquote in der Metropolregion Detroit betrug 4,5 Prozent und lag noch etwas über dem nationalen Durchschnitt von 3,8 Prozent (Stand: März 2018). In der Stadt selbst lag sie im März 2018 bei 8,7 % (Mitte 2009 lag sie bei 28,5 %). In den letzten Jahren sank die Arbeitslosigkeit und die Stadt erlebte eine gewisse wirtschaftliche Erholung. 2016 wuchs die Wirtschaftsleistung um 2,1 Prozent.
Als ehemals blühende Industriestadt hat Detroit nach dem krisenhaften Niedergang der Automobilindustrie heute vor allem mit dem Leerstand zu kämpfen. Hauptindustriezweig bleibt trotz aller Diversifikationsbemühungen nach wie vor die Automobilindustrie. Außerdem werden in der Umgebung Baumwolle, Reis, Mais, Gemüse und Hafer angebaut. Auch Unternehmen der Luft- und Raumfahrtindustrie sowie die Erdöl- und Erdgaskonzerne lassen sich zunehmend in Detroit nieder.
Detroit ist Sitz von General Motors, die zusammen mit den anderen beiden Unternehmen der Big Three – der Ford Motor Company aus dem benachbarten Ort Dearborn und Chrysler mit Sitz im nahegelegenen Auburn Hills – die Metropolregion Detroit zu einem Symbol der amerikanischen Automobilindustrie macht. Der deutsche Volkswagen-Konzern ist ebenfalls im nördlichen Vorort Auburn Hills vertreten. General Motors und Chrysler baten im November 2008 um staatliche Hilfe bei der Bewältigung der Finanz- und Absatzkrise und schrumpften in den nächsten Jahren erheblich.
In Detroit fand bis 2019 zum Jahresbeginn die größte Automobilausstellung der USA, die North American International Auto Show (kurz „NAIAS“) statt. Ab 2020 sollte die Veranstaltung im Spätsommer stattfinden. Wegen der COVID-19-Pandemie entfiel sie jedoch in den Jahren 2020 und 2021.
Vor allem wegen der stark gefallenen Grundstückspreise und der vielen Leerstände kommt es seit ca. 2013 zur Wiederansiedlung von Gewerbe (z. B. Fahrradbau) und Kreativindustrien.
In einer Rangliste der Städte nach ihrer Lebensqualität belegte Detroit im Jahre 2018 den 71. Platz unter 231 untersuchten Städten weltweit.

### Verkehr

#### Straße

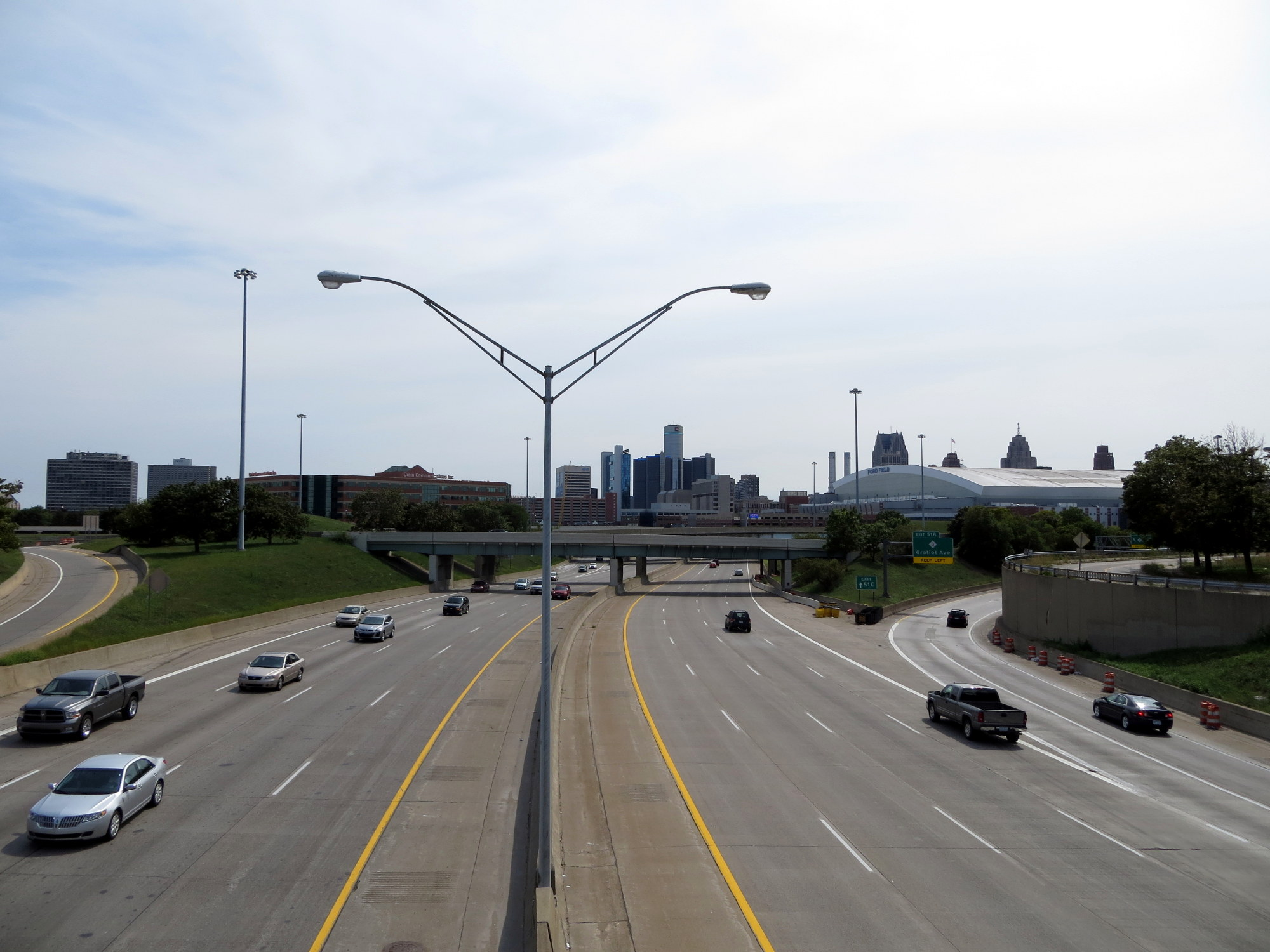
Der Chrysler Freeway im Bereich der Innenstadt

Detroit ist mit seinem Hinterland mit zahlreichen Interstate-Highways verbunden. Wichtige Autobahnen führen nach Cincinnati (I-75), Chicago (I-94), Lansing (I-96), an den Lake Superior (I-75), den Huronsee und nach Toronto (beides I-94). Als Ergänzung sind innerhalb des Ballungsraumes vielfach Querverbindungen entstanden, die meist entlang der Haupthimmelsrichtungen verlaufen. Das Autobahnnetz ist besonders im Stadtgebiet von Detroit selbst sehr dicht und verläuft im Bereich der Innenstadt vielfach deutlich unter Geländeniveau, ähnlich einem Kanalbett. Für den Bau dieser Straßen wurden teilweise historische Wohnviertel zerstört, eine bis heute umstrittene Vorgehensweise.

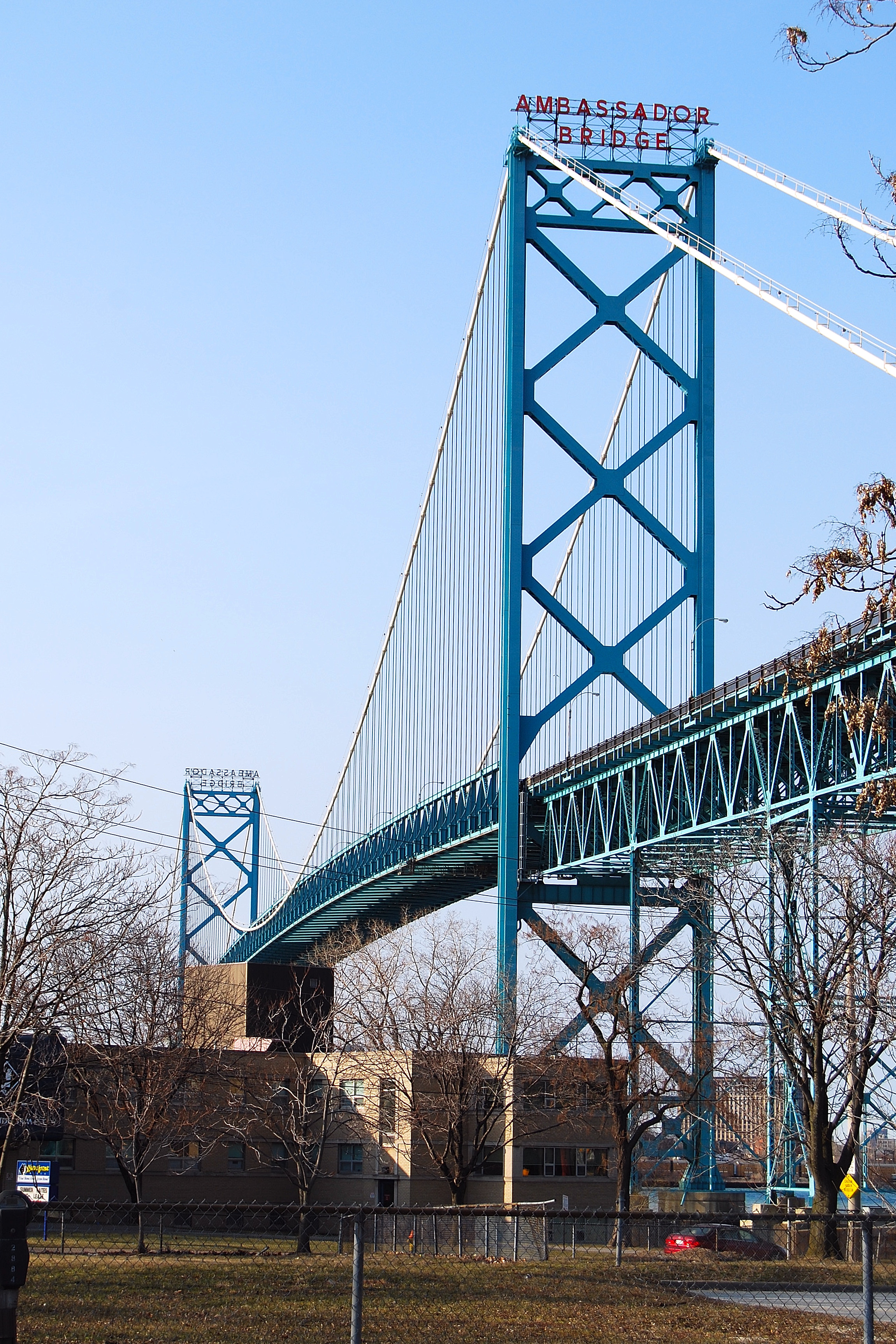
Die Ambassador Bridge

Mit der Ambassador Bridge und dem Detroit-Windsor Tunnel gibt es zwei mautpflichtige Straßenübergänge nach Kanada. Sie sind in jener Reihenfolge die beiden meistfrequentierten Grenzübergänge zu Kanada überhaupt. Dazu kommt eine Lkw-Schwerlastfähre für Gefahrguttransporte, die die anderen beiden Übergänge nicht passieren dürfen.
Darüber hinaus führen von der Innenstadt aus sechs schnurgerade verlaufende, historische Hauptstraßen strahlenförmig bis weit ins Hinterland hinein. Sie bilden zusammen mit einigen weiteren Plätzen und Querstraßen im Bereich der Innenstadt ein planmäßiges Straßennetz nach absolutistischem Muster aus, was in den USA sehr selten ist.

#### Schiene

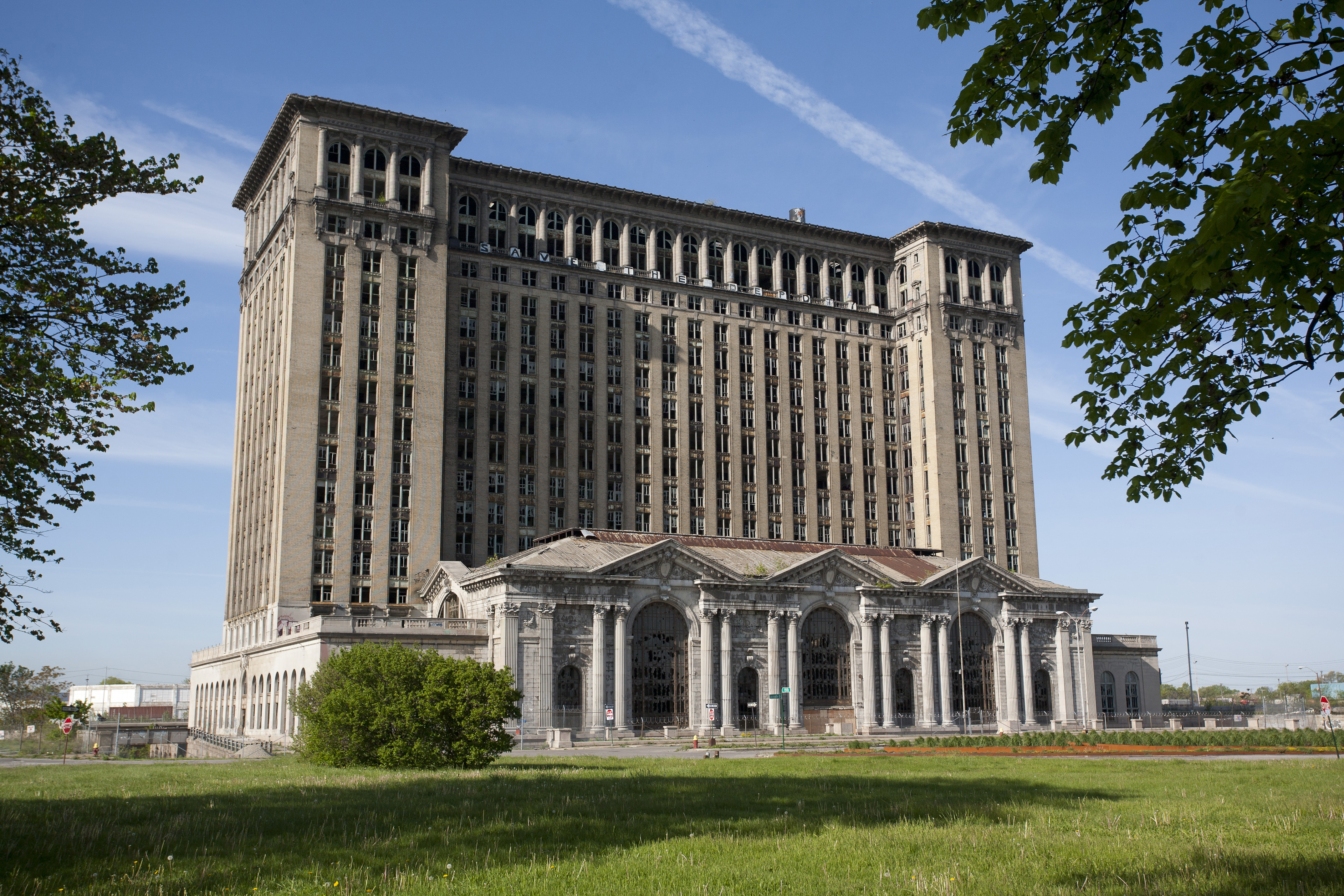
Die Michigan Central Station

Gleichermaßen laufen in Detroit zahlreiche Eisenbahnstrecken aus dem Hinterland sowie anderen Industriestädten sternförmig zusammen. Einst von zahlreichen Eisenbahngesellschaften gebaut und betrieben, werden die Strecken heute (vielfach gemeinschaftlich) von der CSX Transportation, der Norfolk Southern, der Canadian National und der Canadian Pacific betrieben. Wichtige Stichstrecken innerhalb der Stadt führen zu den örtlichen Hafenanlagen und den beiden Autofabriken. Die einstige Ringbahn der Detroit Terminal Railroad ist heute nicht mehr durchgehend befahrbar.
Mit dem 1910 eröffneten Michigan Central Railway Tunnel gibt es auch für die Eisenbahn eine durchgehende Gleisverbindung nach Kanada. Der Tunnel wurde 1906 bis 1910 als Absenktunnel mit Fester Fahrbahn erbaut und verkörpert damit eine technische Pionierleistung. Er wird ausschließlich von Güterzügen befahren.
Der einst bedeutende Personennah- und -fernverkehr spielt seit den 1960er-Jahren keine Rolle mehr. Im Fernverkehr bedient Amtrak die Relation Pontiac-Detroit-Chicago mit (2017) drei Zugpaaren täglich und benutzt dafür einen kleinen unscheinbaren Haltepunkt etwa 4,5 Kilometer nördlich der Innenstadt im Bereich New Center. Der ursprüngliche und wesentlich größere Hauptbahnhof von 1913, die Michigan Central Station rund drei Kilometer westlich der Innenstadt ist jahrelang verfallen, wurde jedoch 2024 saniert und wiedereröffnet.

#### Nahverkehr

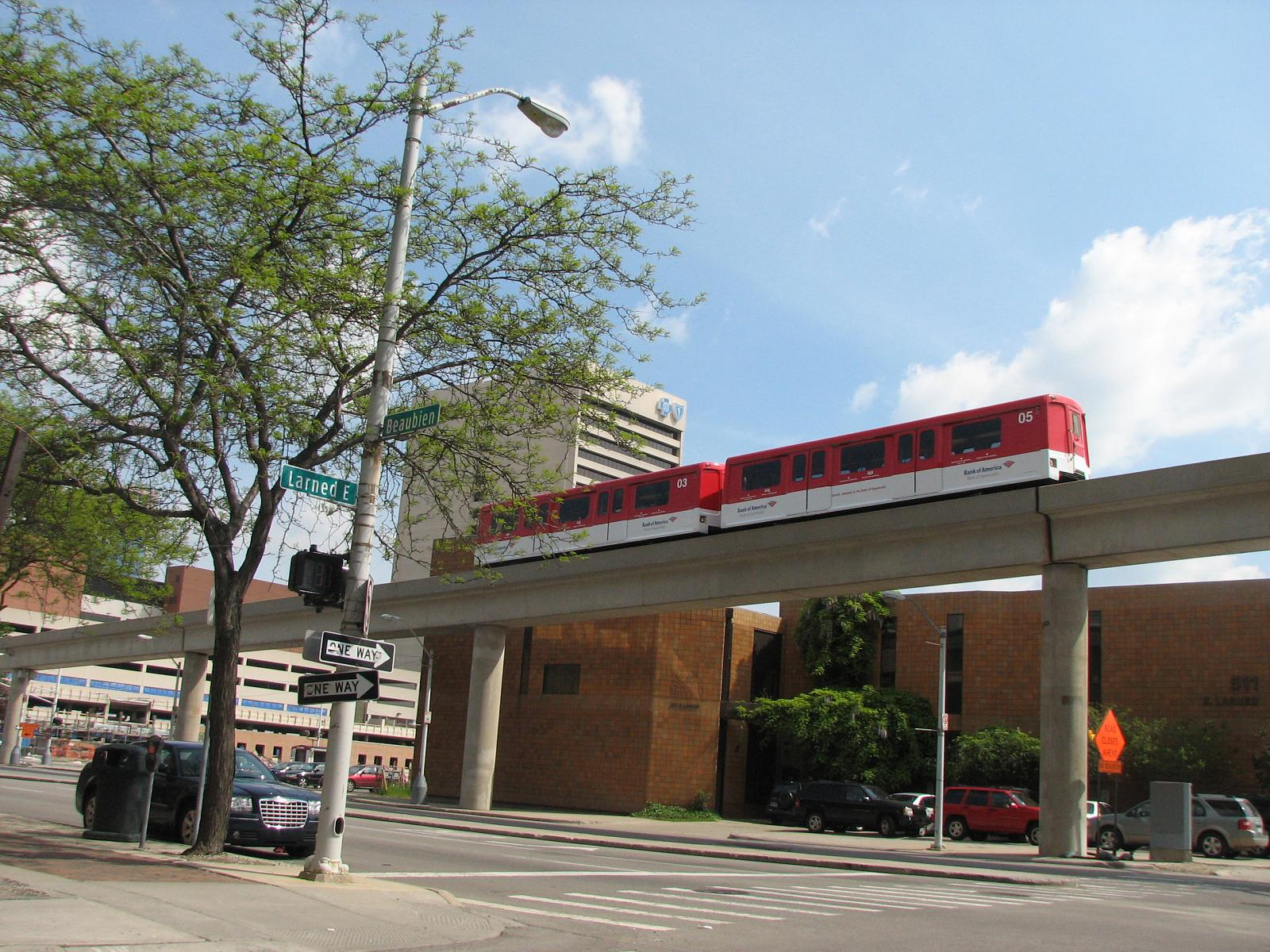
Der Detroit People Mover in der Innenstadt

Der innerstädtische Personennahverkehr wird derzeit nahezu ausschließlich mit Linienbussen abgewickelt. Einzig im Bereich der Innenstadt existiert seit 1987 ein vollautomatischer Peoplemover, der als 4,7 Kilometer langer, eingleisiger Hochbahnring konzipiert ist. Das System blieb weit hinter seinen Erwartungen zurück und steht aufgrund seiner geringen Auslastung und der damit verbundenen schlechten Kosten-Nutzen-Relation fortlaufend in der Kritik. Seit 2. Januar 2024 ist die Benutzung des Peoplemovers kostenlos.
Am 12. Mai 2017 wurde mit der QLine eine 5,3 Kilometer lange Straßenbahnstrecke entlang der Woodward Avenue zwischen der Innenstadt und New Center in Betrieb genommen. Außerdem sollen ab 2022 auf einem 64 Kilometer langen Abschnitt zwischen Detroit und Ann Arbor Vorortzüge verkehren. Mit diesen beiden Projekten gingen Jahrzehnte Detroits als einer der größten Ballungsräume der USA ohne (echten) Schienenpersonennahverkehr zu Ende. Auch die QLine kann kostenfrei benutzt werden.

#### Luftverkehr

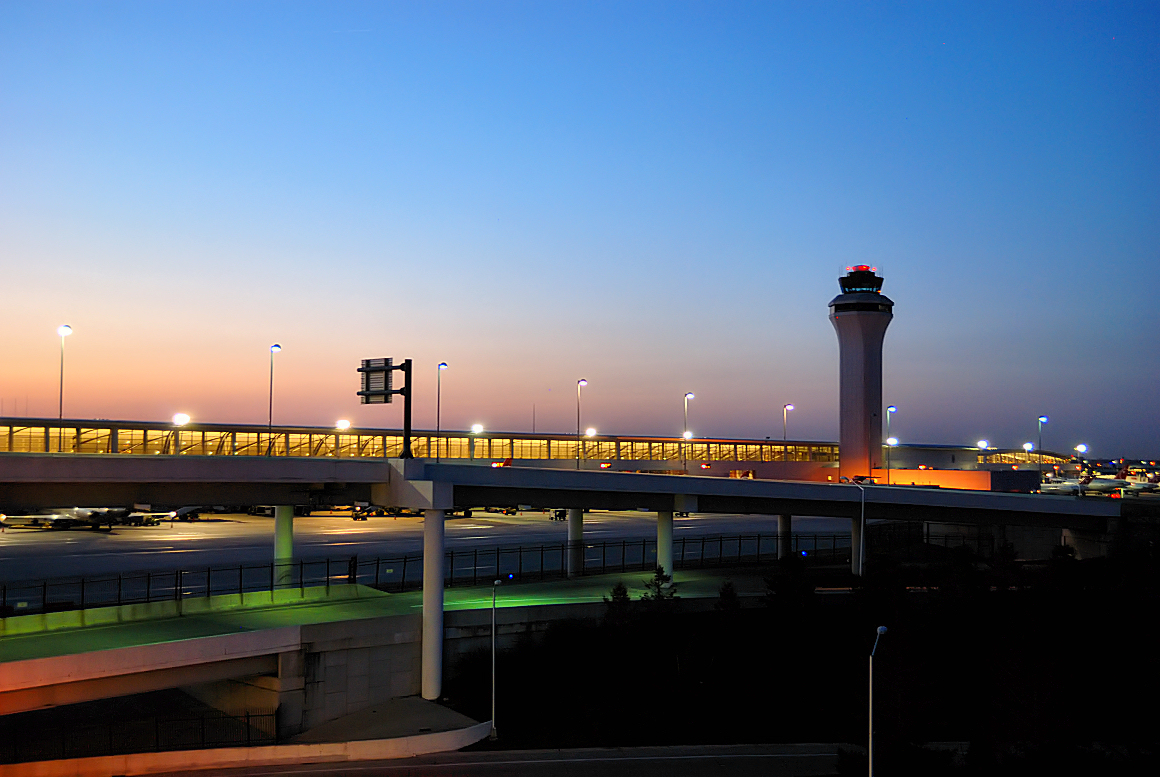
Der Detroit Metropolitan Wayne County Airport

Der wichtigste Flughafen ist der 1929 eröffnete Detroit Metropolitan Wayne County Airport. Er befindet sich 28 Kilometer südwestlich des Stadtzentrums auf dem Gebiet der Stadt Romulus. Er dient der Fluggesellschaft Delta Air Lines als Drehkreuz, hat sechs Landebahnen und gehört mit 33,5 Millionen Fluggästen und 380.000 Flugbewegungen jährlich zu den 20 größten Flughäfen der USA. Darüber hinaus gibt es fünf weitere Landeplätze im Großraum Detroit, die überwiegend der Allgemeinen Luftfahrt dienen und nur untergeordnete Bedeutung haben. Dazu gehört auch der ursprüngliche Flughafen der Stadt, der Coleman A. Young International Airport, der etwa neun Kilometer nordöstlich des Stadtzentrums auf Detroiter Flur liegt.

#### Schifffahrt

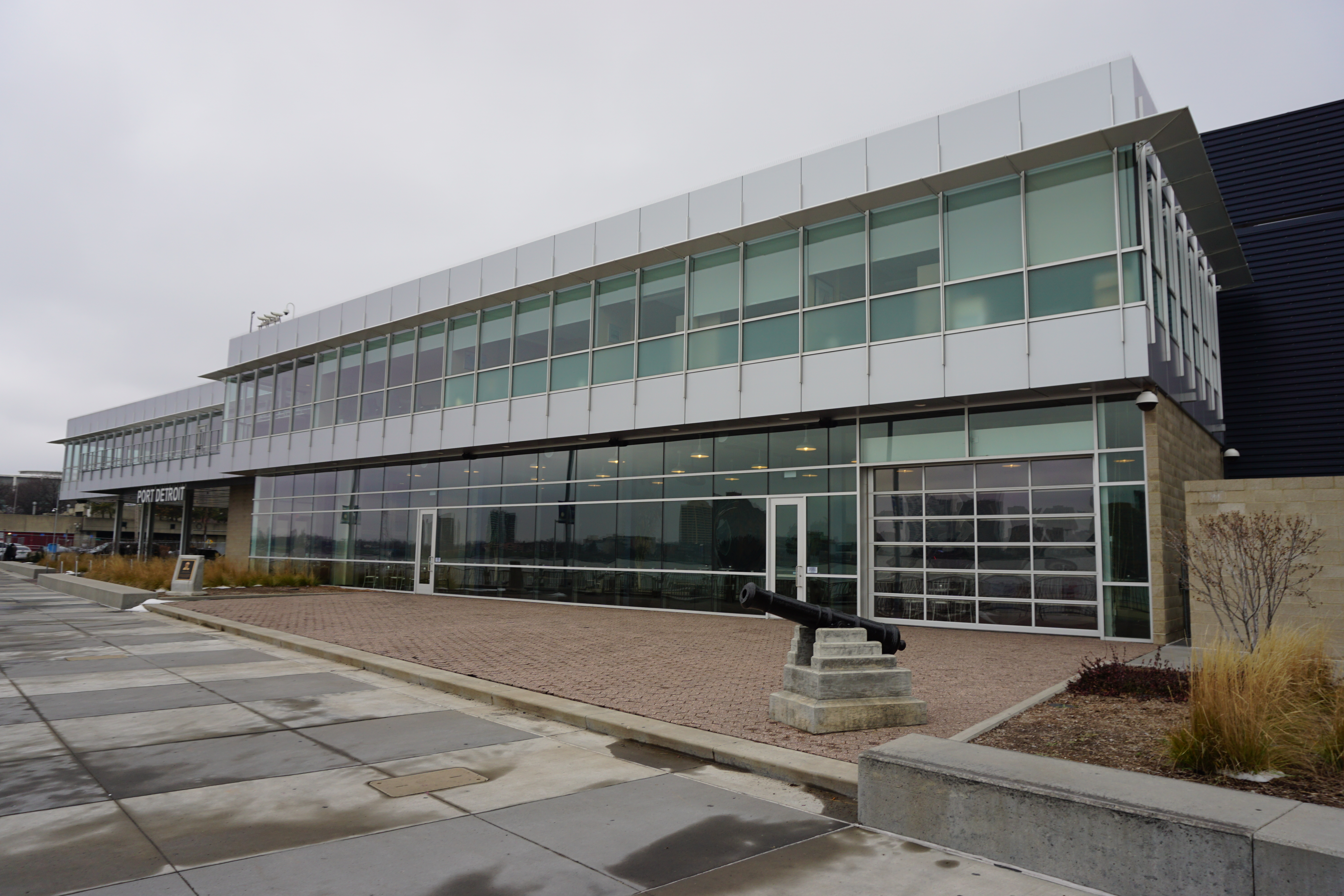
Das 2011 eröffnete Passagierterminal am Detroit River

Der Port of Detroit ist der größte Hafen Michigans. Er ist durch seine Lage am Detroit River über den Sankt-Lorenz-Seeweg mit dem Atlantik verbunden. Betreiberin ist die Detroit/Wayne County Port Authority (DWCPA); sie ist Eigentümerin eines Teils der Betriebsanlagen und ist darüber hinaus als Aufsichtsbehörde für die privaten Hafenanlagen in der Umgebung zuständig. Wichtigste Umschlaggüter sind Rohstoffe, darunter vor allem Eisenerz, sowie Kohle, Baustoffe, Rohöl und Stahl. Der Güterumschlag liegt bei 15 bis 20 Millionen Tonnen jährlich. Weiterhin wurde 2011 ein Passagierterminal eröffnet, das sowohl Fährverkehr nach Kanada als auch Besuche von Kreuzfahrtschiffen ermöglichen soll.
Der Unterlauf des River Rouge ist auf einer Länge von 4,5 Kilometern ausgebaggert. Dadurch können Frachtschiffe direkt nach Dearborn zum Stahlwerk von AK Steel und zum Rouge-Fabrikkomplex von Ford gelangen.

#### Telefon
313 ist die Telefonvorwahl der Stadt Detroit und einiger weniger nah gelegener Vororte. Nach 1993 wurden aufgrund von explosionsartigen Neuanmeldungen von Fax- und Mobilfunkgeräten die Rufnummern knapp und man teilte der bisher ebenfalls unter 313 zu erreichenden Stadt Flint und der Region The Thumb eine eigene Vorwahl, die 810, zu. Durch weitere Neuzuteilungen schrumpfte das „313er-Gebiet“ auf die heutigen Ausmaße zusammen und wurde damit zum Identifikationsmerkmal für den echten Detroiter, der durch seine Vorwahl kennzeichnet, dass er bereits vor 1993 in Detroit lebte. Besonders in der Hip-Hop-Szene Detroits ist das 3-1-3 zum gängigen Ausspruch geworden, bekannt geworden beispielsweise durch den Film 8 Mile, in dem Eminem die Hauptrolle spielt. Dies wird ebenso in der Episode Die Geschichte der zwei Springfields der Fernsehserie Die Simpsons persifliert.

### Wasser, Gas und Strom

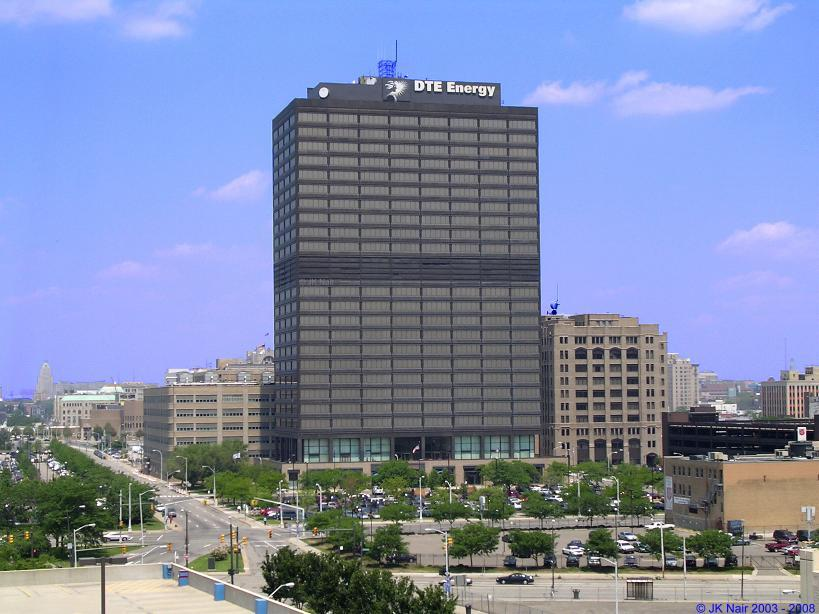
Das Edison Plaza Building, Zentrale der DTE Energy in der Innenstadt

Die städtischen Wasserwerke, das Detroit Water and Sewerage Department (DWSD), versorgen Detroit und 127 seiner Vororte, und damit rund vier Millionen Menschen, mit Trinkwasser. Damit gehört der Betrieb nach eigenen Angaben zu den größten Wasserversorgern der USA. Das Trinkwasser wird aus dem Huronsee und dem Oberlauf des Detroit River gewonnen und in fünf Werken aufbereitet. Gleichzeitig sammelt und reinigt das DWSD das Abwasser aus Detroit sowie von 76 Vororten in einem zentralen Klärwerk, das ebenfalls zu den größten der USA gehört. Im Zuge der Insolvenz der Stadt wurde der Betrieb teilprivatisiert; die Netze außerhalb der Stadtgrenzen werden seitdem für 50 Millionen Dollar jährlich an ein Gemeinschaftsunternehmen der Vorortgemeinden verpachtet, um das Trinkwasser für die ärmeren Bevölkerungsschichten Detroits subventionieren zu können.
Die Strom- und Gasversorgung im Raum Detroit liegt dagegen in den Händen von Privatunternehmen. Für die Stromversorgung ist in weitem Umkreis die DTE Electric verantwortlich, eine Tochtergesellschaft der börsennotierten DTE Energy mit Sitz in Detroit. Das Gasnetz in Detroit und den meisten seiner südwestlichen Vororte gehört ebenfalls zur DTE (DTE Gas), während die nördlichen Vororte an das Netz von Consumers Energy angeschlossen sind.
Darüber hinaus laufen in Detroit zahlreiche Pipelines für Erdöl, Erdölprodukte und Flüssiggas zusammen. In der Nähe der Mündung des River Rouge überspannt eine Freileitungskreuzung den Detroit River.

### Der Weg in die Insolvenz 2013
Globale Aufmerksamkeit erlangte Detroit durch die Erklärung der Insolvenz am 18. Juli 2013. Detroit war die erste Stadt dieser Größenordnung, die diesen Schritt nach Chapter 9 der US-Insolvenzordnung ging. Der Staat Michigan gehört zu jenen damals 27 Staaten der USA, in denen diese Option landesrechtlich überhaupt möglich ist; auch wenn sie zuvor noch nie genutzt worden war.
Die Vorgeschichte der Insolvenzerklärung hatte im Dezember 2011 begonnen, als die Landesregierung eine externe Haushaltsanalyse anordnete. Gleichwohl bedurfte es für diesen Schritt einer weiteren landesrechtlichen Sondersituation. Denn nicht der Bürgermeister selbst erklärte die Insolvenz, sondern ein seitens der Landesregierung Michigan eingesetzter Notfallmanager. Die dafür notwendige Rechtsgrundlage war nur wenige Monate in Kraft.
Schon am 13. Mai 2013 hatte der vom Staat Michigan ernannte Notfallmanager nach Einsichtnahme in die Finanzen der Stadt erklärt, diese sei „klar insolvent“. In seinem Bericht erklärte er, dass die Ausgaben der Stadt in den Jahren 2008 bis 2012 die Einnahmen jährlich um durchschnittlich 100 Millionen Dollar überschritten hätten. Weiter äußerte er die Überzeugung … only a complete restructuring of the city's finances and operations will allow Detroit to regain its footing and return to a path of prosperity (… nur eine vollständige Restrukturierung der städtischen Finanzen und Unternehmungen wird es Detroit erlauben, wieder Boden unter den Füßen zu gewinnen und auf einen Weg des Wohlstands zurückzukehren.)

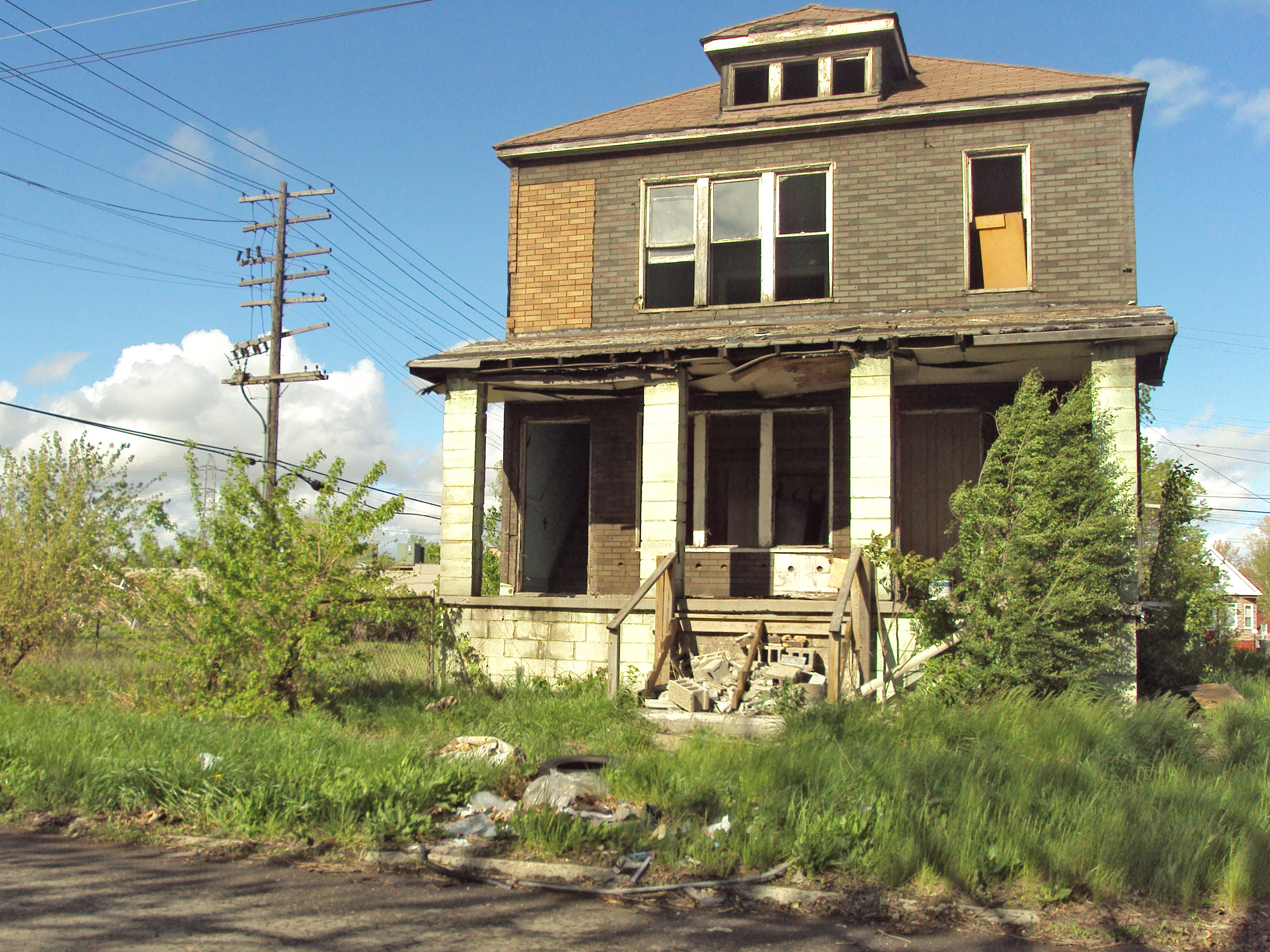
Verlassenes Wohnhaus in Delray, Detroit

Mehrere Faktoren werden als Ursachen des Niedergangs genannt: zentral war der Niedergang der Automobilindustrie, die Detroit ab den 1970er-Jahren zunehmend als Produktionsstandort aufgab. Dies führte dazu, dass die Stadt zum Zeitpunkt der Insolvenz eine Arbeitslosenquote von etwa 18,2 % hatte (U.S. Durchschnitt: ca. 7,6 %) und ein Drittel der Bewohner als „in Armut lebend“ klassifiziert wurden. Nur etwa 53 % der Hausbesitzer konnten 2011 die Immobiliensteuer bezahlen und der Bestand an heruntergekommenen, leerstehenden Gebäuden wurde auf knapp 80.000 geschätzt. Allein zwischen 2000 und 2010 wanderten 250.000 Bewohner ab. Der ständige Bevölkerungsschwund von einer Gesamtbevölkerung von annähernd 1,9 Millionen in den 1950ern auf etwa 713.000 im Jahr 2011 hatte einen massiven Verlust an städtischen Einnahmen zur Folge. Von 2004 zu 2013 schrumpften die Einnahmen um nominal 27 %. Die städtischen Ausgaben werden wesentlich durch Pensions- und Rentenzahlungen belastet. Im Mai 2013 kamen auf einen städtischen Angestellten zwei Rentner mit Pensionsansprüchen.
Die sich beständig zuspitzende finanzielle Situation führte bereits viele Jahre vor der Insolvenzerklärung zu einschneidenden Sparmaßnahmen. So baute die Stadt von 2004 bis 2013 fast die Hälfte des Personals ab. Öffentliche Leistungen und Infrastruktur verfielen. Zum Beispiel wurde im Januar 2011 aus Kostengründen die medizinische Notfallversorgung (EMS) aus der Feuerwehr ausgelagert und privatisiert. Mit dem 26. Juni 2012 wurden dann noch 15 Löschzüge aufgelöst (10 Löschfahrzeuge und vier Drehleitern wurden stillgelegt oder verkauft).
Befördert wurden die Konsequenzen der Deindustrialisierung durch ein für die Stadt ungünstiges System kommunaler Finanzen und kommunaler Tarifverträge. Außerdem gilt als unbestritten, dass zum Niedergang der Stadt auch politische Versäumnisse, Inkompetenz und Korruption beitrugen. Im März 2013 wurde der frühere Bürgermeister von Detroit Kwame Kilpatrick wegen Korruption und Bestechung verurteilt. Kilpatrick wurde in 24 Fällen von kriminellen Geschäften, Betrügereien und Annahme von Schmiergeldern im Gegenzug für die Vergabe von städtischen Aufträgen für schuldig befunden.
Verschiedene Pensionsfonds erhoben Klage gegen den Insolvenzantrag der Stadt, da sie eine gravierende Abwertung ihrer Pensionsansprüche, die etwa 9 Milliarden US-$ ausmachen, gegenüber der Stadt befürchteten (erste Planungen sahen eine Schuldenabwertung im Verhältnis von 1 US$ auf 10 Cent vor).
Am 7. November 2014 genehmigte der Insolvenzrichter den Insolvenzplan der Stadt. Jener beinhaltete Abschreibungen der Anleihegläubiger von rund 80 % und eine Kürzung der Altersversorgung der städtischen Beschäftigten. Die bilanzielle Kürzung der Verbindlichkeiten belief sich auf ca. 7 Milliarden Dollar. Weiterhin versprach der Insolvenzplan Investitionen in die Stadt und stellte diese unter Aufsicht des Landes. Die letztlich relativ schnelle und konstruktive Einigung erklärt sich wesentlich aus der Debatte um das Detroit Institute of Arts. Der Insolvenzverwalter plante, Kunstwerke zu versteigern, um die Insolvenzmasse zu erhöhen. Um dies zu verhindern, bildete sich eine breite Allianz (Grand Bargain) aus Bürgern, Stiftungen und Unternehmen, die gemeinsam mit Landes- und Bundesregierung alternative Gelder sammelten.

## Politik
Die Stadt Detroit wird durch einen Stadtrat (City Council) und einen Bürgermeister (Mayor) geführt.
Der Stadtrat besteht aus neun Mitgliedern, die für eine Amtszeit von vier Jahren gewählt werden und beschließt insbesondere den städtischen Haushalt sowie städtische Satzungen. Die Mitglieder des Stadtrates erhielten 2012 für ihre Tätigkeit jeweils eine jährliche Entschädigung von 73.181 US-Dollar, der Vorsitzende des Stadtrates 76.911 US-Dollar.
Der Bürgermeister leitet die Stadtverwaltung. Sein Gehalt betrug von 2008 bis 2011 176.176 US-Dollar pro Jahr.

## Partnerstädte
Detroit unterhält Partnerschaften mit folgenden Städten:
- Basra, Irak
- Chongqing, Volksrepublik China
- Dubai, Vereinigte Arabische Emirate
- Kitwe, Sambia
- Minsk, Belarus
- Nassau, Bahamas
- Toyota, Japan
- Turin, Italien